# Prądnik Czerwony

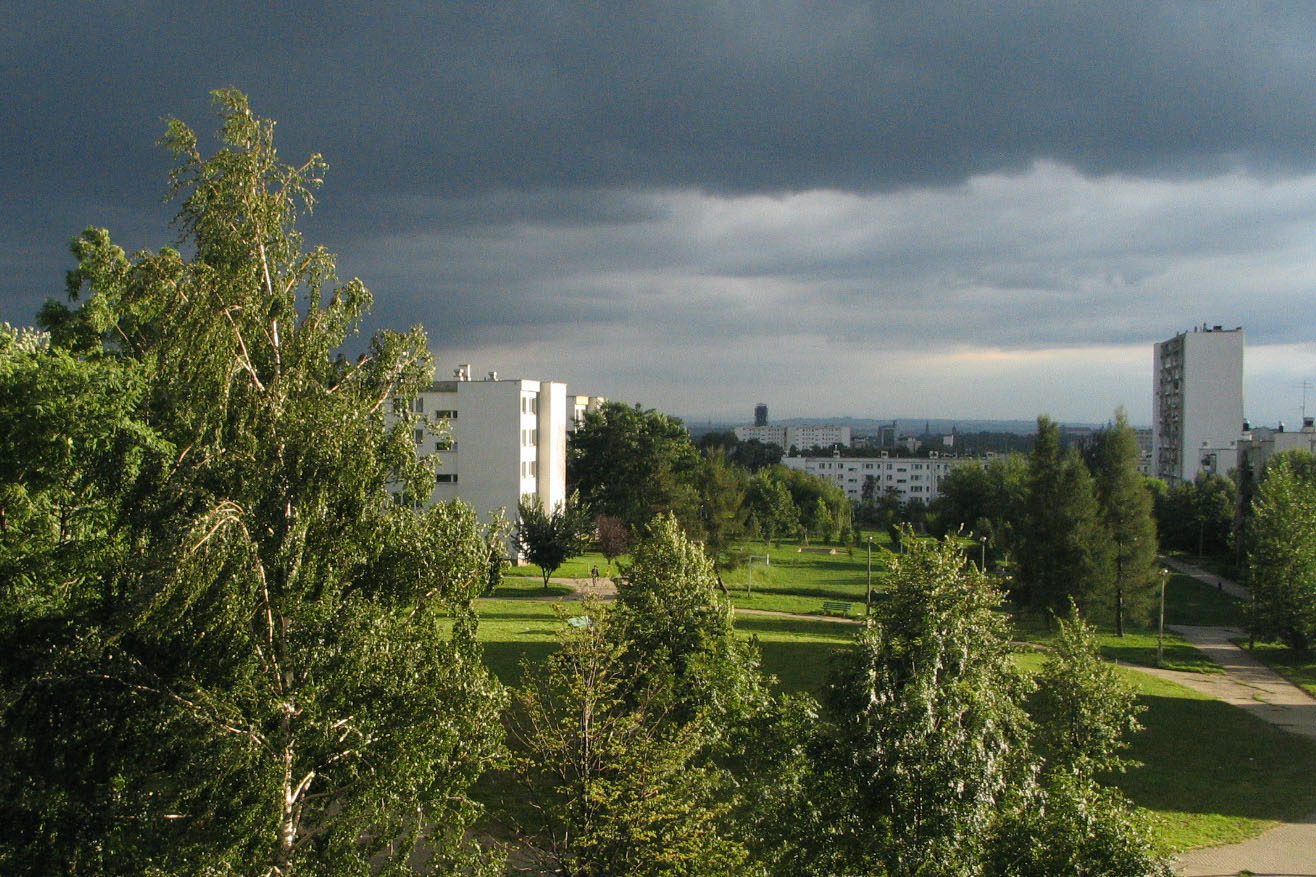
Prądnik Czerwony, północna część osiedla

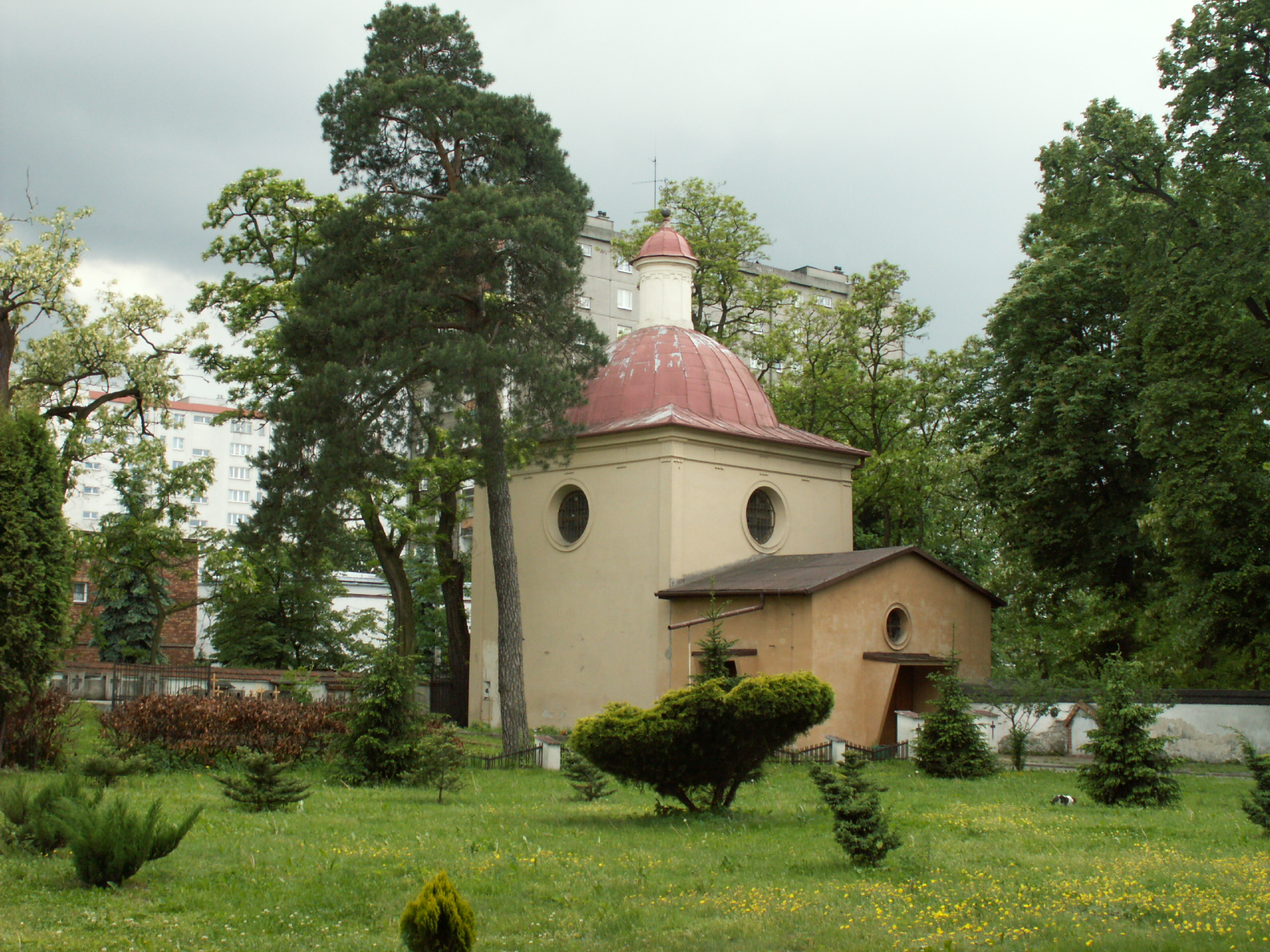
XVII-wieczna kaplica św. Jana Chrzciciela

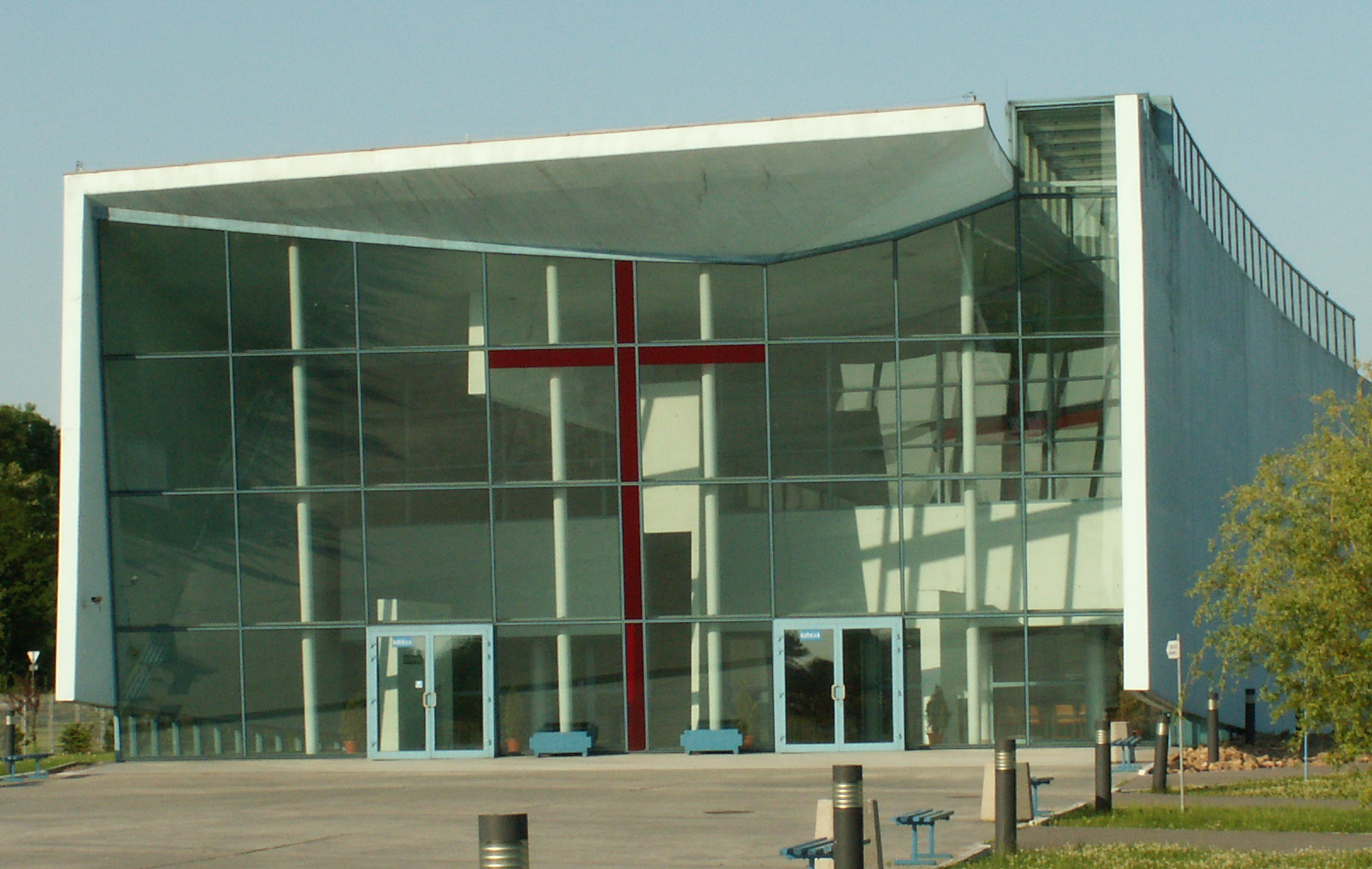
Kaplica na Cmentarzu Batowickim

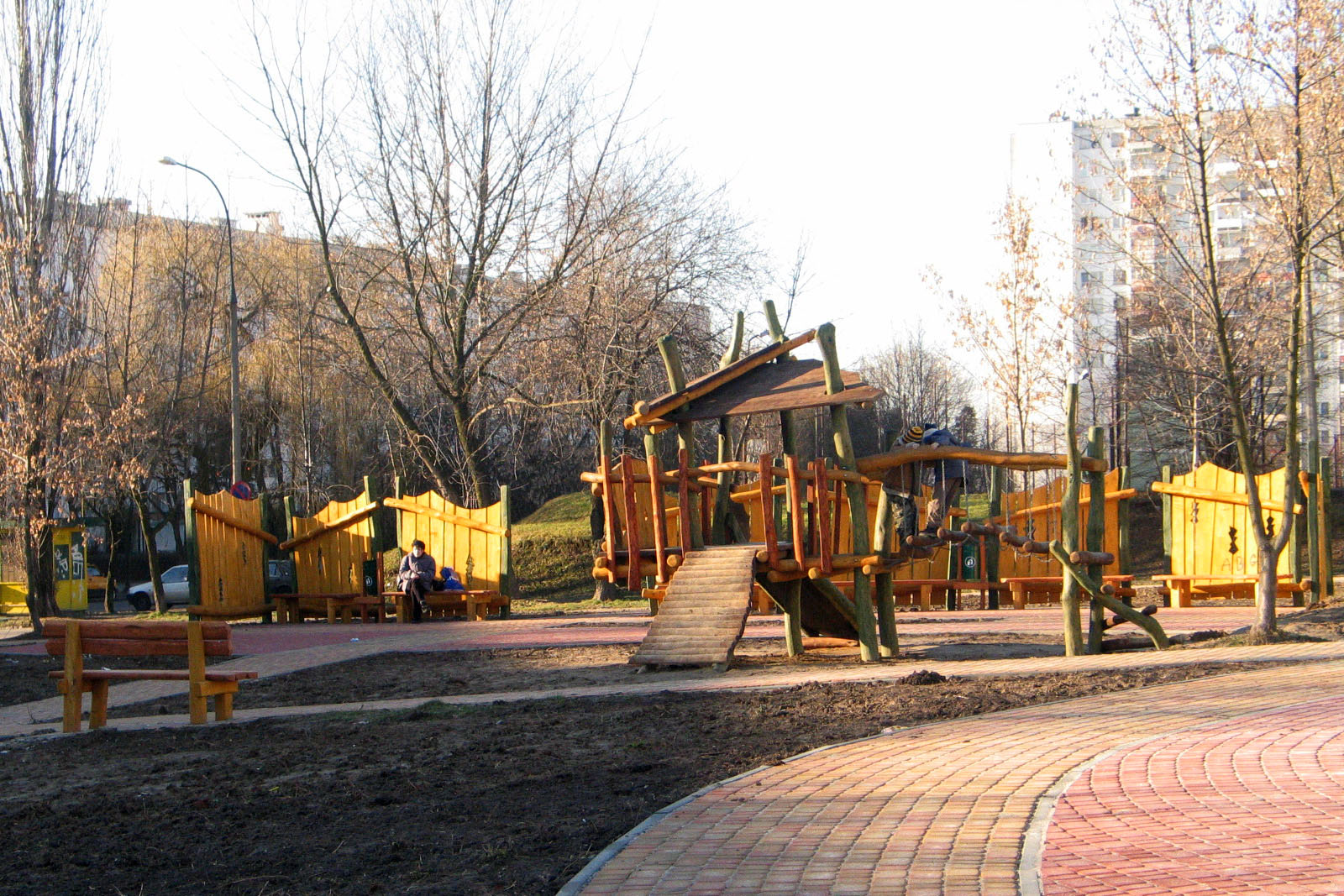
Jeden z placów zabaw na osiedlu

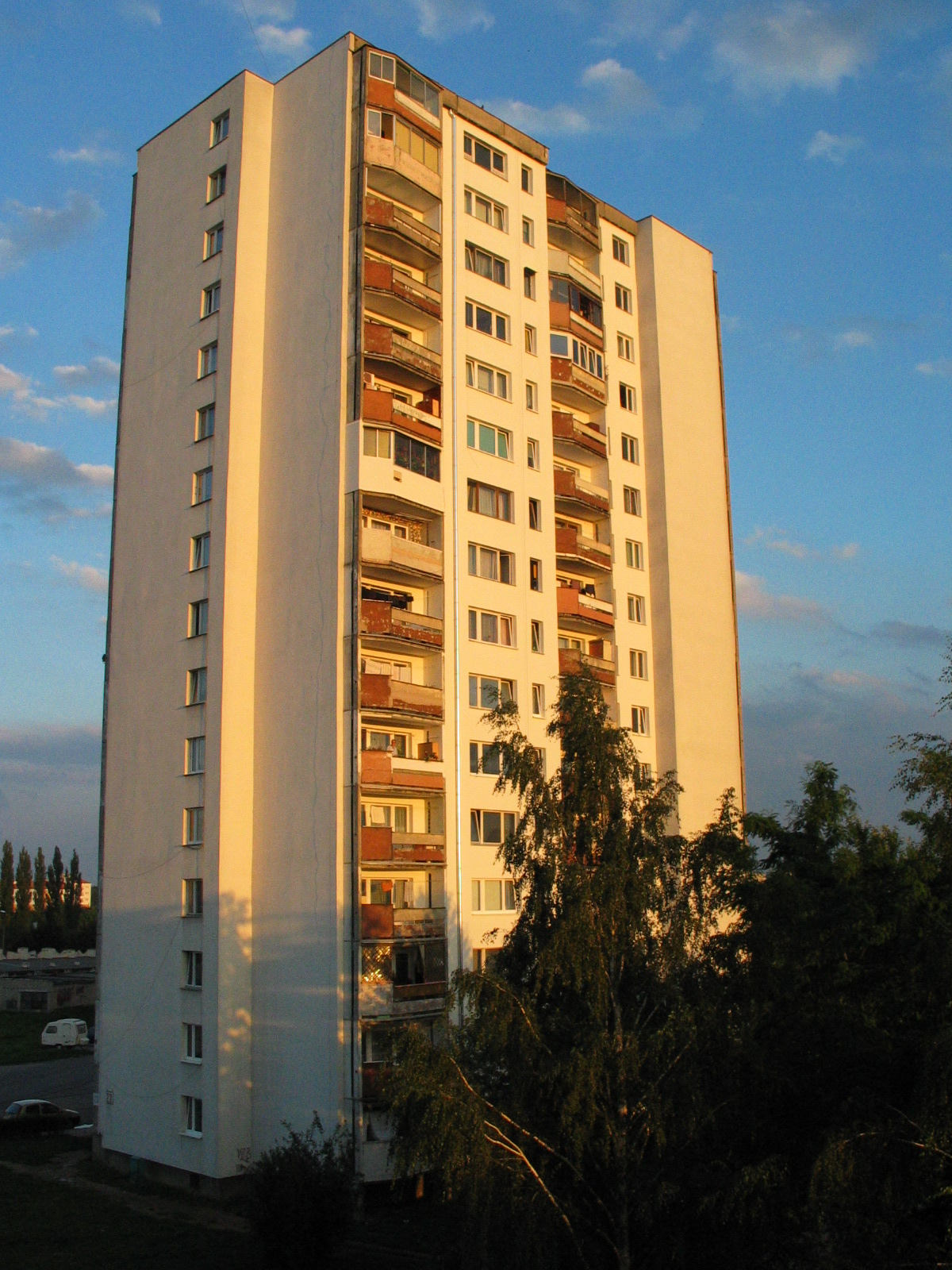
Typowy blok mieszkalny

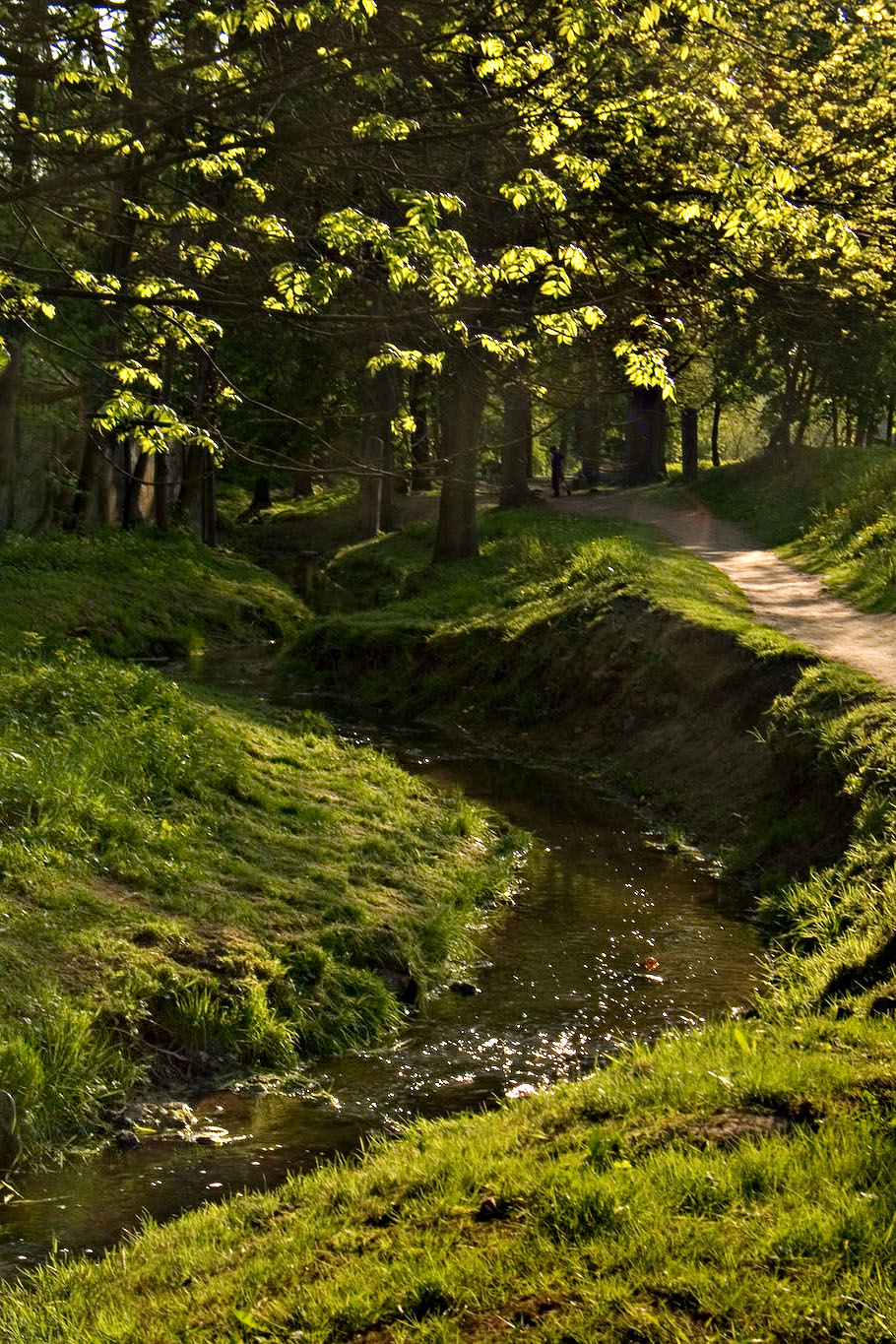
Potok Sudoł przepływający przez osiedle

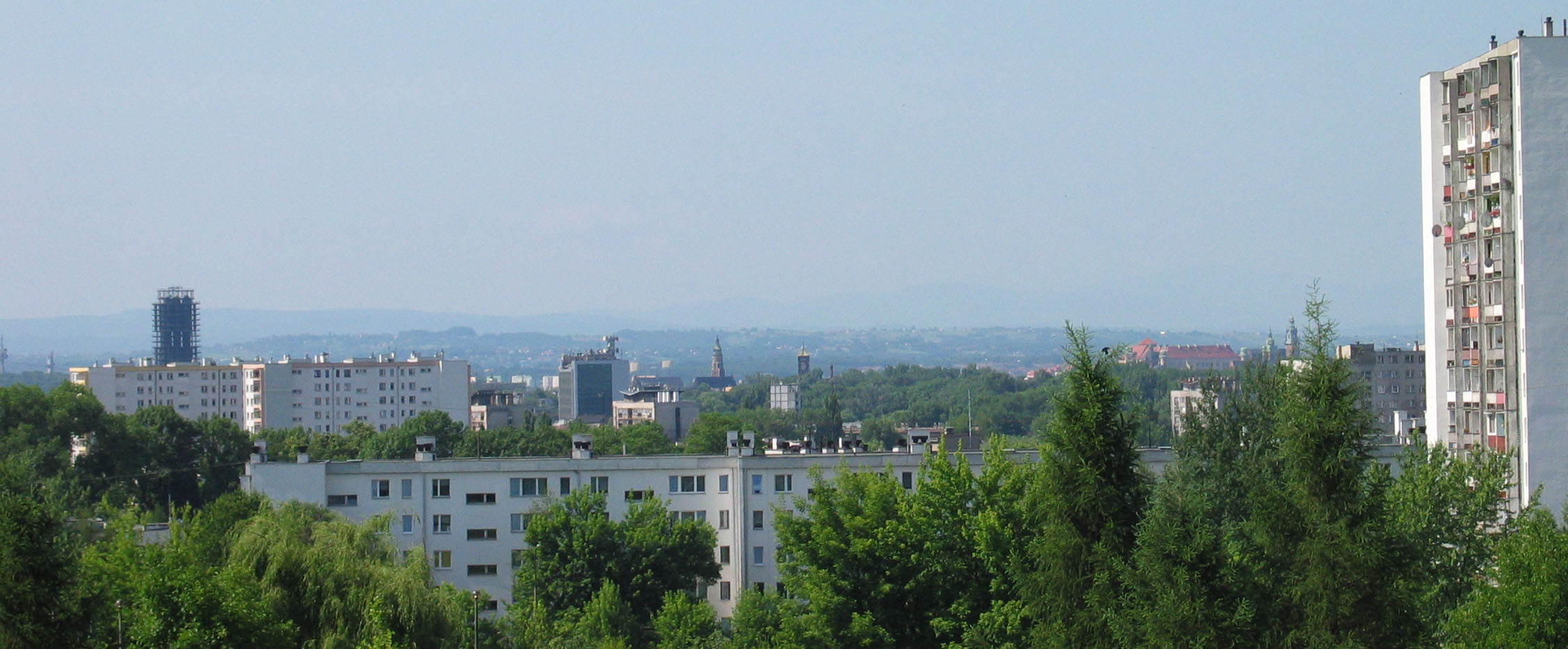
Panorama Krakowa widziana z osiedla: po lewej charakterystyczny Szkieletor, po prawej Wawel

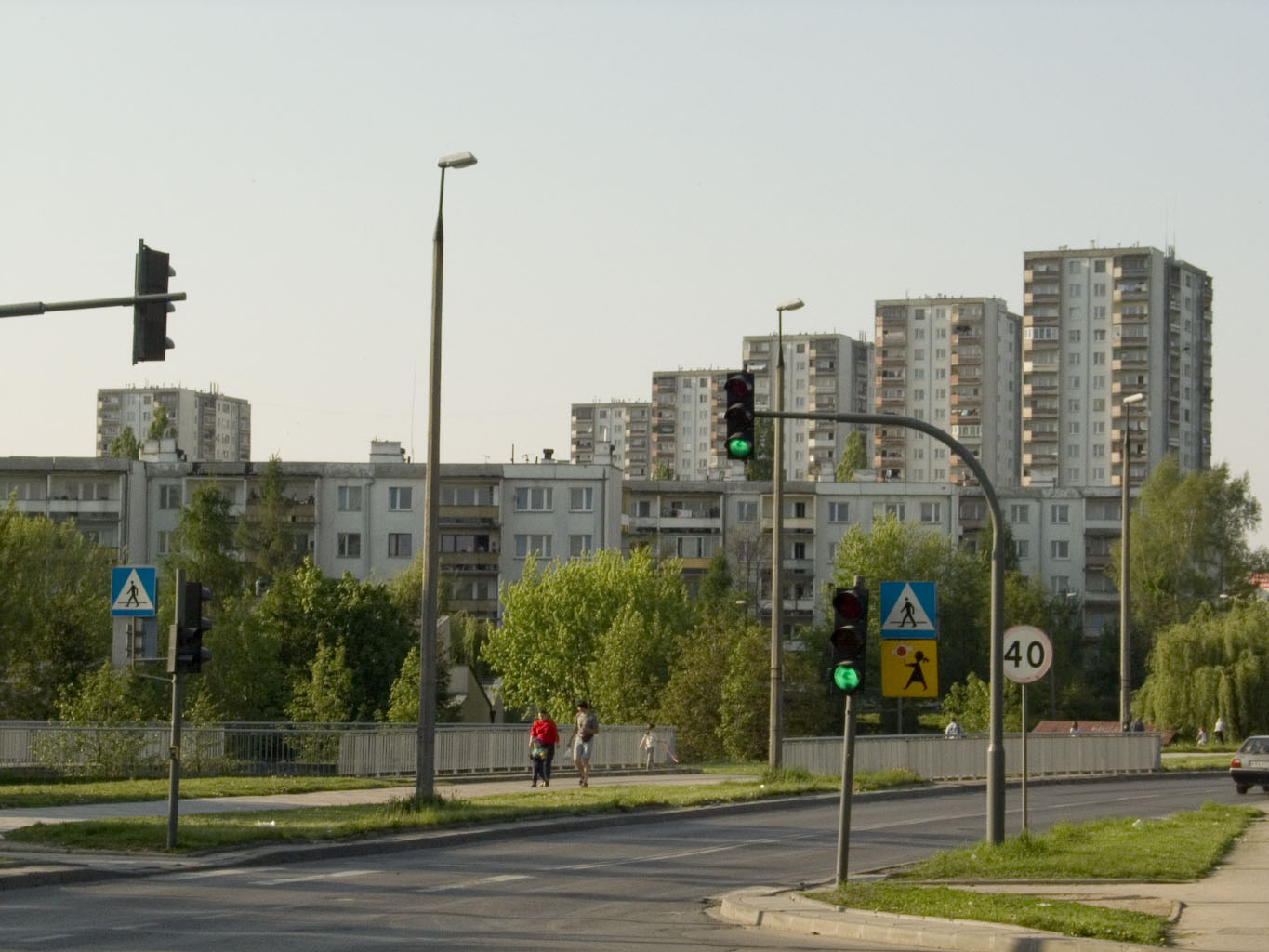
Prądnik Czerwony, widok od ul. Strzelców

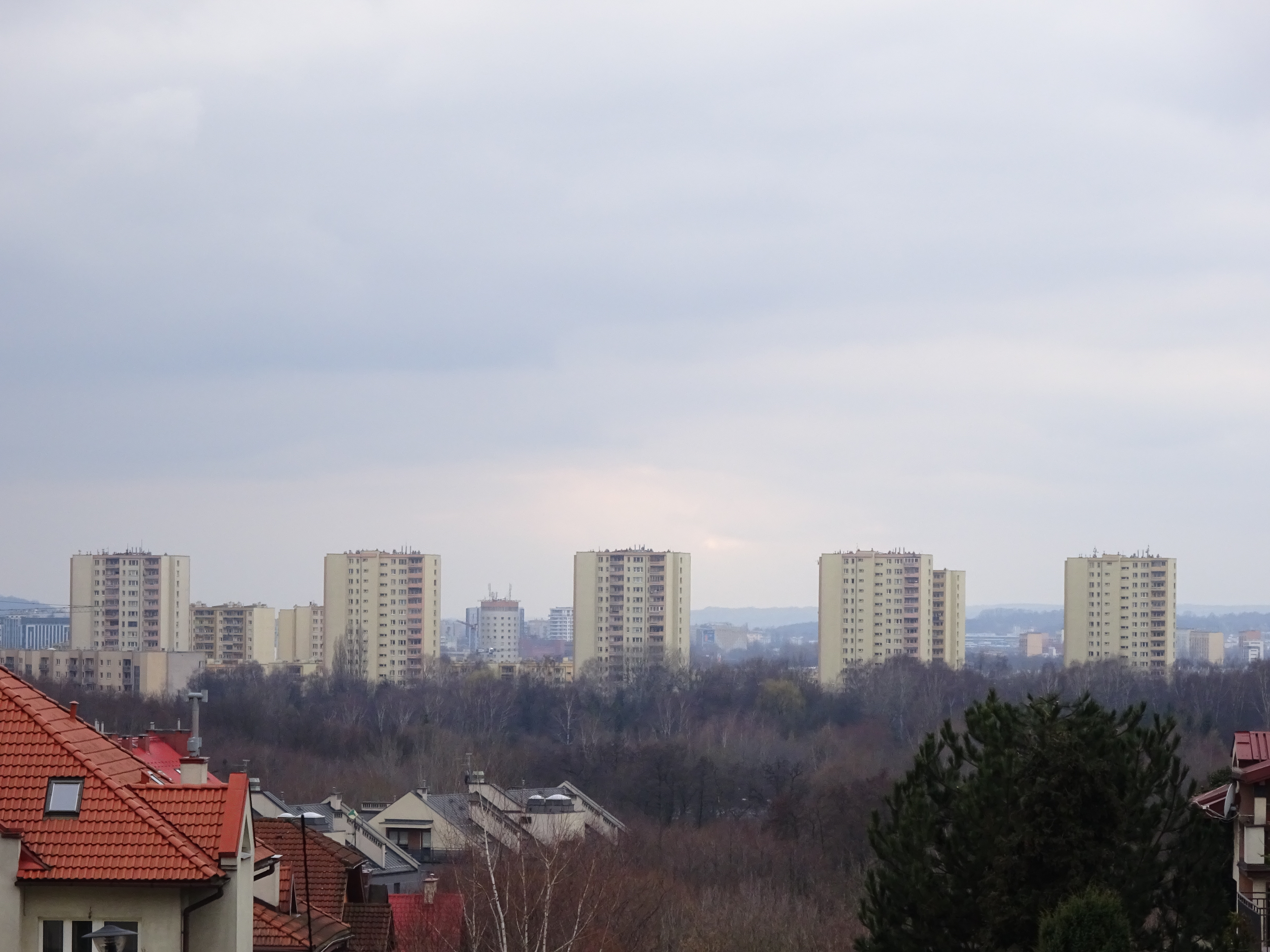
Widok na bloki Prądnika Czerwonego z Mistrzejowic

Prądnik Czerwony – dawna podkrakowska wieś, a obecnie jednostka urbanistyczna w Krakowie, którego większą część zajmuje osiedle mieszkaniowe  zlokalizowane kilka kilometrów na północ od centrum. Wchodzi w skład Dzielnicy III Prądnik Czerwony, która w jest zamieszkiwana przez ponad 40 tys. ludzi. Na osiedlu dominuje wysoka zabudowa mieszkalna (bloki 15-, 12-, 10- i 4-piętrowe), w większości należąca do Spółdzielni Mieszkaniowej Prądnik Czerwony. Pozostałości starej zabudowy zlokalizowane są przy al. 29 Listopada oraz ul. Dobrego Pasterza.

## Granice rejonu Prądnik Czerwony
Prądnik Czerwony od północy i zachodu ogranicza linia kolejowa (numer 8 Kraków Główny – Warszawa Centralna), która stanowi granicę z osiedlami Prądnik Biały oraz Gotyk, od wschodu graniczy z Batowicami oraz Mistrzejowicami – Osiedla Oświecenia i Złotego Wieku.
Historyczną południową granicę Prądnika Czerwonego wytycza linia zabytkowych już pozostałości po tzw. rogatce warszawskiej i rakowickiej. W XIX w. do Prądnika Czerwonego należał pas terenu pomiędzy traktem warszawskim (obecną al. 29 listopada) a drogą do Olszy i Rakowic (obecna ul. Rakowicka). Klin ten sięgał na południe aż po wybudowany później kościół i klasztor Karmelitów Bosych (przy obecnej ul. Rakowickiej), leżący już w dawnych granicach Krakowa. Zachodnia granica gminy przebiegała o wiele dalej na zachód, niż obecnie – biegła mniej więcej równolegle do traktu warszawskiego (obecna al. 29 Listopada) po jego zachodniej stronie. Jej śladem jest obecnie przebieg ul. Marczyńskiego oraz układ niezabudowanych jeszcze pól uprawnych w rejonie pomiędzy ul. Banacha a ul. Witkowicką – na terenie Prądnika Czerwonego role miały i mają układ północ-południe, na terenie sąsiednich Witkowic role mają układ wschód-zachód. Obecne osiedle Gotyk oraz wschodnia część dzisiejszej Górki Narodowej należały wówczas do Prądnika Czerwonego. Zwyczajowo część na południe od rzeki Białuchy nazywa się Warszawskim (Przedmieściem). Na południu graniczy też z dawnymi podkrakowskimi wsiami, którymi były Rakowice i Olsza (rozdziela je ul. Lublańska).

## Historia

### Średniowiecze
Dawna wieś nad Prądnikiem i Sudołem Dominikańskim, 3,5 km na północ od centrum Krakowa przy historycznej drodze królewskiej. W źródłach pisanych pierwsza wzmianka o wsi pojawia się w 1105, w dokumencie legata papieskiego Idziego wyliczającego tereny należące do klasztoru Benedyktynów w Tyńcu. Z tego powodu Prądnik bywał także nazywany tynieckim. W źródłach pojawia się także nazwa Prądnik Wielki, co odróżniało go od Prądnika Małego, zwanego też Prądnikiem Biskupim (Prandnik Episcopalis).
Osada od północy graniczyła z Węgrzcami, od wschodu z wsiami Batowice, Mistrzejowice i Rakowice, a od południa z Dąbiem i Grzegórzkami. Grunty Prądnika dochodziły aż do kościoła parafii św. Mikołaja, która historycznie była związana z benedyktynami z Tyńca. Z tego też powodu tereny prądnickie aż do lat 20. XX w. należały do parafii św. Mikołaja. Jan Długosz określał tereny Prądnika jako „przedmieście za bramą św. Mikołaja”.
Kolejna informacja to potwierdzenie w 1275 własności benedyktyńskiej przez księcia Bolesława Wstydliwego. W tym czasie wytyczono drogowe centrum zabudowy (wzdłuż obecnej ulicy Dobrego Pasterza). W 1327 powstało sołectwo prądnickie (w relacji Długosza w 1400), z pierwszym sołtysem Janem Stepko. W 1479 Długosz nabył część gruntów Prądnika i planował sprowadzenie tutaj kartuzów. Po jego śmieci plany jednak nie doszły do skutku. W XV w. na terenie Prądnika zaczynają powstawać folwarki krakowskich klasztorów: jezuitów, dominikanów i franciszkanów. Przynależność danego folwarku oznaczano przymiotnikiem dodawanym do nazwy Prądnik. Był więc Prądnik Benedyktyński, Prądnik Dominikański, Karmelitański, zwany także Bosackim, oraz Franciszkański. W 1491 wybudowano pierwszy młyn papierniczy na terenie Polski.

### Czasy nowożytne
Wieś ucierpiała w trakcie walk jakie toczyły na jej terenie w 1587 wojska arcyksięcia Maksymiliana Habsburga z wojskami Jana Zamoyskiego. Podobno wówczas powstała ostateczna nazwa wsi Prądnik Czerwony i nawiązywała do krwi rozlanej na jej terenach podczas walki.
Pod koniec XVI w. powstał renesansowy dwór rodziny Cellari, w którym gościł król Władysław IV Waza. W 1642 na terenie folwarku należącego do klasztoru dominikanów powstała barokowa kaplica pod wezwaniem św. Jana Chrzciciela, która istnieje do dzisiaj.

### Wiek XIX
W latach 1800–1803 na części gruntów dawniej folwarku Bosackiego założono Cmentarz Rakowicki. Pod koniec XIX w. Prądnik Czerwony tworzył z Olszą jedną gminę. W 1890 liczył 166 domów i 2750 mieszkańców (w tym ponad 700 żołnierzy). Według austriackiego spisu ludności z 1900 w 194 budynkach na Prądniku Czerwonym na obszarze 499 hektarów mieszkało 3995 osób, z czego 3737 (93,5%) było katolikami, 207 (5,2%) wyznawcami judaizmu, 30 (0,8%) grekokatolikami, a 21 (0,5%) innej religii lub wyznania, 3743 (93,7%) było polsko-, 152 (3,8%) niemiecko-, 19 (0,5%) rusko-, a 37 (0,9%) innojęzycznymi.
W II połowie XIX wieku na terenie gminy zaczęły powstawać obiekty wojskowe, należące do Twierdzy Kraków. Pierwszym był szaniec polowy FS 13, zbudowany w roku 1854 w miejscu zbiegu obecnych ulic Prandoty, Grochowskiej, Beliny-Prażmowskiego i Rakowickiej w ramach pospiesznych przygotowań austriackich do wojny z Rosją w ramach tzw. wojny krymskiej. Był to typowy sześcioboczny, ziemny szaniec, jakich wybudowano wówczas wokół Krakowa około 30. Kolejnym obiektem był ziemny (planowano murowany) bastion IV i przyległe odcinki wałów, zrealizowane w latach 60. Po roku 1887 linię wałów przesunięto na północ, na wysokość fortu 12 Luneta Warszawska (istnieje do dziś, przy ul. Kamiennej) i szańca FS 13. Lunetę Warszawską przenumerowano wówczas na bastion IVa, zaś szaniec 13 przekształcono i przenumerowano na bastion IVb. Linia wałów łącząca bastion IVb z bastionem V (Fort Lubicz) dała później początek al. Belimy Prażmowskiego.
We wnętrze niepotrzebnego już bastionu IV wbudowano dużą, nowoczesną piekarnię; w kolejnych latach, jeszcze w czasach austriackich, zniwelowano jego wały. Piekarnia powstała w ramach rozbudowy zespołu magazynów żywnościowych Twierdzy, zlokalizowanego między dworcem kolejowym a ul. Rakowicką. Budynek piekarni istnieje do dziś, znajduje się obok budynku Muzeum Armii Krajowej (pierwotnie mieszczącego administrację magazynów i koszary dla ich obsługi); między nimi stoi jeszcze budynek fabryki konserw i przetworów mięsnych. Budynek administracyjno – koszarowy i fabrykę konserw łączy wspólnym system podziemny, wybudowany jako magazyn chłodnia do przechowywania mięsa i warzyw (nigdy nie było tam schronu dowodzenia twierdzy, którego ta po prostu nie posiadała). Zarówno fabryka konserw, jak i piekarnia są obecnie opuszczone i nieużytkowane.
W roku 1887, w ramach kolejnego kryzysu w stosunkach z Rosją, pośpiesznie wzmacniano szańcami powstający wówczas III pierścień umocnień twierdzy. Na terenie ówczesnego Prądnika Czerwonego zbudowano wówczas ziemne szańce polowe piechoty IS V-5 (IS – Infanterie Schanz), położony na granicy z Węgrzcami (zachowany w polach, na granicy miasta i Gminy Zielonki, na północ od obecnej ul. Węgrzeckiej) oraz IS V-6, położony ponad doliną potoku Sudół po jej południowej stronie (zachowany, lecz zniekształcony poprzez przecięcie go polem uprawnym). Obok szańca V-6 usypano też polową baterię Fb V-IV, obecnie niezachowaną (istniała jeszcze w połowie lat 60. XX w.). Od szańca IS V-6 pochodzi zapewne nazwa obecnej ul. Reduta (ul. Reduta wraz z ul. Węgrzecką stanowią część tzw. dużej rokady, czyli drogi obwodowej twierdzy; na niektórych odcinkach zachowały jeszcze oryginalną nawierzchnię z łamanego wapienia, bardzo już jednak zniszczoną).
Ostatnią austriacko-węgierską budowlą obronną zrealizowaną na terenie Prądnika Czerwonego był fort pancerny pomocniczy 47 ½ „Sudół”, zrealizowany w latach 1895–1897.
Trudniejsza do ustalenia jest chronologia budowy zespołów magazynów amunicji (zwyczajowo, choć nie do końca poprawnie nazywanych prochowniami), których na terenie Prądnika powstało kilka. Dwa budynki magazynowe amunicji (Munitions Magazin) powstały przy granicy z gminą Górka Narodowa, przy obecnej ul. Kuźnicy Kołłątajowskiej. Istniały jeszcze w latach 80. XX wieku; obecnie w ich miejscu znajdują się bloki przy ul. Kuźnicy Kołłątajowskiej 2 i 4. Obecnie śladem po nich jest charakterystyczny ceglany mur (stanowiący ogrodzenie dawnego terenu prochowni od południa) oraz dwa załamania ul. Kuźnicy Kołłątajowskiej pod kątem prostym, na wysokości budynków nr 10 i 11a (droga omijała w ten sposób teren prochowni). Prochownie te nie otrzymały numerów porządkowych i w archiwalnych spisach figurują po prostu jako „dwa składy amunicji w Prądniku Czerwonym”. W ich pobliżu, ale po wschodniej stronie szosy warszawskiej, przy obecnej ul. Księdza Meiera (w czasach austriackich stanowiła fragment tzw. „małej rokady” Twierdzy Kraków) znajdował się skład prochu czasu pokoju (Friedens Pulver Magazin), będący prochownią sensu stricto. On również istniał jeszcze w latach 80. XX stulecia; obecnie w tym miejscu znajduje się sklep „Biedronka” na osiedlu Gotyk. Rejony zakazów zabudowy, związane z tymi prochowniami, sięgały do skrzyżowania obecnych ul. Powstańców i al. 29 listopada; południowa granica rejonu zakazu biegła nieomal wzdłuż potoku Sudół aż po rejon dzisiejszej ul. Strzelców, bardzo – jak narzekały władze gminne – „ścieśniając gminę”.
Inny zespół prochowni znajdował się we wschodniej części gminy, na pograniczu z Rakowicami i Bieńczycami; znajdujące się tam dwa magazyny amunicyjne nosiły numery 22 i 23. Zespół ten również nie istnieje, jedynym jego śladem są zadrzewienia w rejonie obecnego przystanku autobusowego „Okulickiego”, po stronie ul. Kniaźnina.
Oprócz prochowni, na Prądniku powstał też duży zespół koszar barakowych (Barackenlager), zlokalizowany we wschodniej części wsi, po południowej stronie traktu do Mistrzejowic, czyli dzisiejszej ul. Dobrego Pasterza. Zespół ten powstał w roku 1887 i został następnie powiększony. Według niepotwierdzonych informacji, miał w nim stacjonować jeden z batalionów 16 pułku piechoty obrony krajowej. W okresie międzywojennym koszary nazwano imieniem hetmana wielkiego litewskiego Jana Karola Chodkiewicza i zakwaterowano tam oddziały 2 Pułku Lotniczego, stacjonującego na lotnisku Rakowice. Zajmowały rozległy teren, ograniczony od północy obecną ul. Dobrego Pasterza, od zachodu – ul. Lublańską i Rondem Barei, od południa – terenem obecnych CH „Krokus”, Quattro Business Park i OBI, a od wschodu – terenem hotelu Swing i parkingiem Aquaparku. Ostatnimi istniejącymi obiektami zespołu były opuszczone i niszczejące budynki przy ul. Dobrego Pasterza 118a i 118b, niegdyś mieszczące kwatery oficerskie. Rozebrano je w 2017 roku.

### 1900–1945
W 1906 r. powstała placówka opiekuńcza Towarzystwa Opieki nad Opuszczonymi Dziećmi przy ówczesnej ul. Krowiej (obecnie ul. Naczelnej). W 1910 r. na mocy tzw. Ustawy o Wielkim Krakowie część Prądnika Czerwonego od rogatki warszawskiej aż do rzeki Białuchy została włączona do Krakowa pod nazwą dzielnicy Warszawskie (dziś ten obszar to głównie os. Wiśniowa). W 1923 r. przy obecnym skrzyżowaniu al. 29 Listopada i ul. Dobrego Pasterza wzniesiono drewniany kościół Dobrego Pasterza (według projektu A. Romanowskiego), a rok później powołano do życia samodzielną ekspozyturę parafii św. Mikołaja. W 1928 r. albertynki założyły zakład dla nieuleczalnie chorych niewiast. W 1934 r. przez teren wsi przeprowadzono linię kolejową (Kraków – Tunel). Od 1934 r. do lat powojennych istniała zbiorowa gmina Prądnik Czerwony. W 1941 r. przyłączono do Krakowa pozostałą część „starego Prądnika”.

### Po 1945
W 1966 na północno-wschodnim skraju Prądnika Czerwonego powstał cmentarz komunalny zwany Batowickim. Natomiast na przeciwległym krańcu Prądnika Czerwonego w latach 70. XX w. (1975–1986) wzniesiono osiedle mieszkaniowe Prądnik Czerwony. Głównym projektantem osiedla była Anna Basista, zaś przy opracowaniu projektu urbanistycznego brał udział także Jan Lewandowski. Bloki zostały zbudowane w technologii prefabrykowanej w systemie WUF-T/K (odmiana krakowska). Rozplanowanie urbanistyczne osiedla zakładało dostęp do parku na terenach dawnych ogrodów dominikańskich wzdłuż potoku Sudoł Dominikański w pobliżu ruin młyna (obecnie Park Zaczarowanej Dorożki), szeroki pas zieleni w północno-wschodniej części zabudowań, a także obsługę komunikacyjną wyłącznie przy pomocy ulic dojazdowych, miękko przechodzących przez teren osiedla.
W latach 1971–1974 zastąpiono drewniany kościół Dobrego Pasterza nowym murowanym kościołem (według projektu W. Pietrzyka). W 1982 erygowano na Prądniku Czerwonym nową parafię, a w latach 1984–2000 wybudowano kościół św. Jana Chrzciciela (według projektu W. Obtułowicza). W 1985 ukończono budowę kościoła Ecce Homo (Sanktuarium św. Brata Alberta, według projektu M. i W. Kosińskich). Od 1991 r. Prądnik Czerwony, wraz z dawnymi wsiami Olsza i Rakowice, należy do  Dzielnicy III Prądnik Czerwony.
W latach 80. i 90. XX w. w związku z przemianami społecznymi podejmowano próby poprawienia przestrzeni osiedli, przy zachowaniu zasobów kulturowych.

## Komunikacja
Na terenie Prądnika Czerwonego krzyżują się drogi krajowe 7 (E77) oraz 79. Na Prądniku Czerwonym znajdują się 2 estakady w ciągu DK79, która na tym odcinku stanowi fragment III obwodnicy Krakowa. Znajdują się też 2 duże ronda.
Od północnej strony osiedla łączą się linie kolejowe 8 oraz 95. Najbliższa stacja kolejowa to Kraków Batowice, obsługująca jedynie pociągi regionalne w kierunku Sędziszowa i Kielc. Pozostałe połączenia dostępne są ze stacji Kraków Główny. W planach jest budowa przystanku osobowego Kraków Prądnik Czerwony pomiędzy osiedlami Prądnik Czerwony i Gotyk na wysokości ul. Węgrzeckiej, w bezpośrednim sąsiedztwie obecnej pętli autobusowej, jako elementu projektu SKA.
Na Prądniku Czerwonym znajdują się 2 pętle autobusowe Komunikacji Miejskiej w Krakowie, zlokalizowane przy głównych wejściach na cmentarz. Głównymi ulicami (29 Listopada, Lublańska, Bora-Komorowskiego, Dobrego Pasterza, Powstańców, Strzelców, Majora) poprowadzono liczne linie autobusowe łączące osiedle z pozostałymi częściami miasta oraz gmin po północnej stronie. Rejon ten obsługują także 4 nocne linie autobusowe. Automaty biletowe KKM znajdują się m.in. na przystankach przy skrzyżowaniu al. 29 Listopada i ul. Lublańskiej, przy rondzie Barei, przy ul. Dobrego Pasterza w rejonie Parku Wodnego.
Planowana jest budowa naziemnego parkingu w systemie P&R o pojemności 550 aut w pobliżu pętli autobusowej Prądnik Czerwony.
Prądnik Czerwony sąsiaduje bezpośrednio z nieczynnym lotniskiem Kraków-Rakowice-Czyżyny. Nad północną granicą osiedla przebiega ścieżka podejścia samolotów lądujących na lotnisku w Balicach.
Obecnie w trakcie przygotowań do realizacji jest linia tramwajowej: Meissnera-Mistrzejowice ulicami: Janusza Meissnera, Młyńską, Dobrego Pasterza, Krzesławicką, Franciszka Bohomolca, Kazimierza Jancarza. Wcześniej brany był pod uwagę inny przebieg linii Rakowicka–Mistrzejowice - ulicami: Rakowicką, Radomską, Lublańską, Dobrego Pasterza, Krzesławicką, Jancarza.

## Zabudowa i infrastruktura
Na Prądniku Czerwonym mieszczą się m.in.:

### Obiekty sakralne
- kaplica św. Jana Chrzciciela i Jana Ewangelisty z XVII w.
- kościół św. Jana Chrzciciela (wybudowany w latach 1984–1989)
- kościół Pana Jezusa Dobrego Pasterza (wybudowany w latach 1971–1974)
- sanktuarium Ecce Homo św. Brata Alberta (wybudowane w 1985)
- kaplica Chrystusa Odkupiciela na cmentarzu Batowickim (wybudowana w 1998)

### Cmentarz Prądnik Czerwony (Batowicki)
Jeden z największych cmentarzy w Krakowie (jest cmentarzem parafialnym i komunalnym) powstał w 1966. Położony jest na północno-wschodnim skraju osiedla. Dojazd do cmentarza jest stosunkowo łatwy, gdyż tuż obok jest pętla autobusowa. Nieco mylna nazwa nekropolii pochodzi od drogi przy której powstał ów cmentarz. Czerwonoprądnicka droga wiodła do północnego sąsiada Prądnika Czerwonego, czyli wsi Batowice. Stąd nazwa cmentarza.

### Kultura
- Klub Muzyki Współczesnej „Malwa”
- Młodzieżowy Dom Kultury przy al. 29 Listopada 102
- Czerwonoprądnicki Dom Kultury
- filie Biblioteki Kraków[23]:
  - filia nr 9 – ul. Dobrego Pasterza 6
  - filia nr 15 – ul. Dobrego Pasterza 100

### Placówki oświatowe
Szkoły
- Szkoła Podstawowa nr 2
- Szkoła Podstawowa nr 60[24]
- Zespół Szkół Ogólnokształcących nr 13

Przedszkola
- Przedszkole nr 65
- Przedszkole nr 162
- Przedszkole nr 178

Inne
- Żłobek nr 30

### Obiekty sportowe
- 2 korty tenisowe
- 7 boisk
- stadion KS Prądniczanka
- hala sportowa KS Prądniczanka
- ośrodek jazdy konnej

### Tereny zielone
- 3 parki
  - Park Zaczarowanej Dorożki, dawniej zwany Dominikańskim
  - Park Reduta
  - Ogród nad Sudołem przy ul. Naczelnej
- 3 duże skwery
  - „Zielony Skwer” z wybiegiem dla psów w rejonie ulicy Strzelców
  - tzw. „Park Osiedlowy” rejon bloków pomiędzy ulicą Powstańców a Strzelców
  - "Smoczy Skwer" w rejonie ulic Klimka Bachledy i Franciszka Bohomolca
- 12 placów zabaw
  - „Park Flinstonów” to nieoficjalna nazwa placu zabaw położonego przy ulicy Strzelców w rejonie Przychodni Zdrowia zbudowanego przez Radę Dzielnicy III Prądnik Czerwony w latach 2004–2007.
- 7 drzew pomników przyrody[25]:
  - klon zwyczajny – ul. Woronicza 10, 346 cm obwodu
  - wiąz szypułkowy – ul. Woronicza 10, 412 cm obwodu
  - topola biała – ul. Woronicza 10, 367 cm obwodu
  - topola biała – ul. Woronicza 10, 577 cm obwodu
  - topola biała – ul. Rozrywka/Reduta, 487 cm obwodu
  - klon zwyczajny – ul. Powstańców 50, 376 cm obwodu
  - jesion wyniosły – ul. Powstańców 50, 385 cm obwodu

### Inne obiekty
- Rada Dzielnicy III Prądnik Czerwony przy ul. Naczelnej 12
- Krakowski Oddział Terenowy nr 12 Polskiego Związku Krótkofalowców przy ul. Powstańców 26
- Przychodnia  przy ul. Strzelców
- Nowoczesny posterunek Jednostki Ratowniczo-Gaśniczej nr 7 Państwowej Straży Pożarnej, Komisariatu III Policji i Powiatowego Centrum Zarządzania Kryzysowego pomiędzy ulicami Strzelców i Rozrywka
- Komenda Straży Miejskiej Miasta Krakowa
- Miejskie Centrum Profilaktyki Uzależnień (dawniej izba wytrzeźwień) przy ul. Rozrywka
- Archiwum Urzędu Miasta Krakowa
- Miejski Dzienny Dom Pomocy Społecznej przy ul. Sudolskiej
- Rondo Business Park – budynek biurowy klasy A, położony u zbiegu ulic Lublańskiej i Bora-Komorowskiego.
- Quattro Business Park – kompleks biurowców klasy A, położony przy al. Bora-Komorowskiego
- hotele *** i ****, centrum konferencyjno-bankietowe
- market budowlany Obi przy al. Tadeusza Bora-Komorowskiego
- Pogotowie Opiekuńcze przy ul. Naczelnej 12

### Obiekty nieistniejące, zlikwidowane
- Huta Szkła Prądniczanka przy ul. Nad Strugą 7
- Most Sierakowskiego nad Prądnikiem (Białuchą) w ciągu al. 29 Listopada - pierwszy publiczny kamienny most w Rzeczypospolitej, wybudowany w 1785, rozebrany w latach 60. XX w.
- Drewniany trójnawowy kościół Pana Jezusa Dobrego Pasterza z 1923 projektu Artura Romanowskiego, z wieżą izbicową, konstrukcji słupowo-ramowej, rozebrany w 1971[11]
- Drewniana wolnostojąca dzwonnica przy kościele Dobrego Pasterza z 1931 (zniszczona w pożarze w 1993)[11]
- Sukiennice Prądnickie - parterowy budynek dawnych  jatek z 1910 z charakterystycznymi podcieniami[26]; wyburzone 1 lutego 2021 w związku z przebudową al. 29 Listopada[27][28]
- Dworek Dettloffów – klasyczny dworek podmiejski, stał przy ul. Wileńskiej 5. Został wybudowany w 1888 przez Karola Dettloffa. Mieszkały w nim oprócz Karola Dettloffa i jego córek Zofii i Anny, także jego siostra Łucja Władysława Dettloff. Prowadziła ona w dworku salon artystyczny, w którym bywali Jacek Malczewski, Olga Boznańska oraz Lucjan Rydel. Wokół roztaczał się przepiękny ogród, który słynął z magnolii. W 1979 zmarła Anna Dettloff, która była ostatnią właścicielką. W latach 60. XX w. na terenie posiadłości Dettloffów postawiono część os. Wiśniowa, pozostała ona pośrodku bloków mieszkalnych. Obcy lokatorzy, których dokwaterowano tutaj nie troszczyli się o stan techniczny zabytku. Nie przeprowadzali oni niezbędnych remontów i w ten sposób budynek popadł w ruinę. Niebawem został zburzony, a na jego miejscu wybudowano wieżowiec mieszkaniowy.
- Przy ul. Promienistych nr 2–8 znajdowało się tzw. osiedle interwencyjne, powstałe w połowie lat 60. XX w., złożone z 4 jednopiętrowych bloków, ocieplanych słomą, jako tymczasowe lokum dla osób oczekujących na przydział mieszkania. W praktyce okazało się ono trwałą prowizorką. Po pożarze jednego z budynków 11 czerwca 1999 rozpoczęto wysiedlanie mieszkańców, trwające do 2003. W 2005 zburzono spalony blok, a w 2006 kolejny. W lipcu 2005 działka wraz z pozostałymi zabudowaniami została przekazana krakowskim norbertankom jako rekompensata za teren stadionu Cracovii. Wszystkie budynki rozebrano.

## Galeria

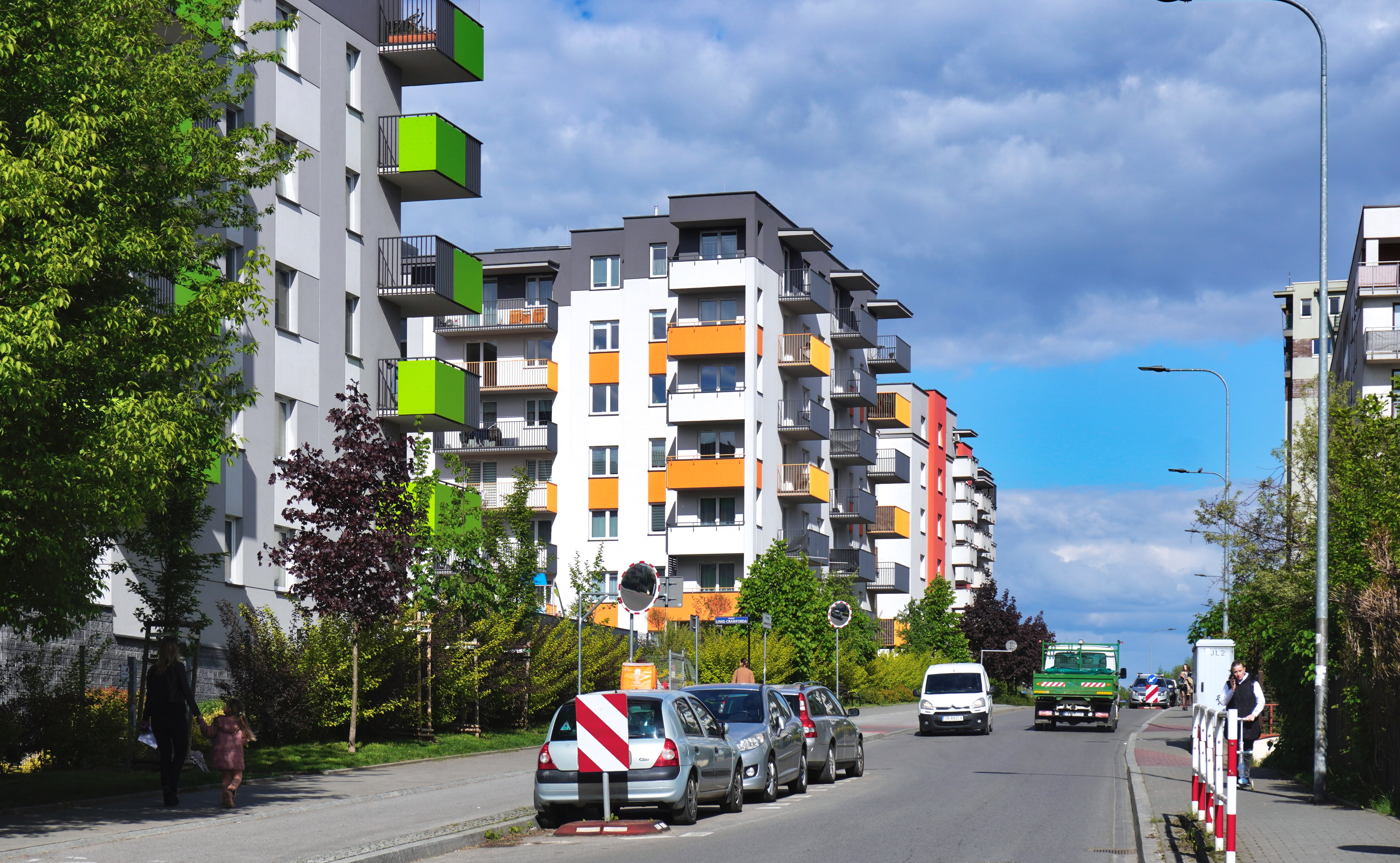
Ulica Reduta
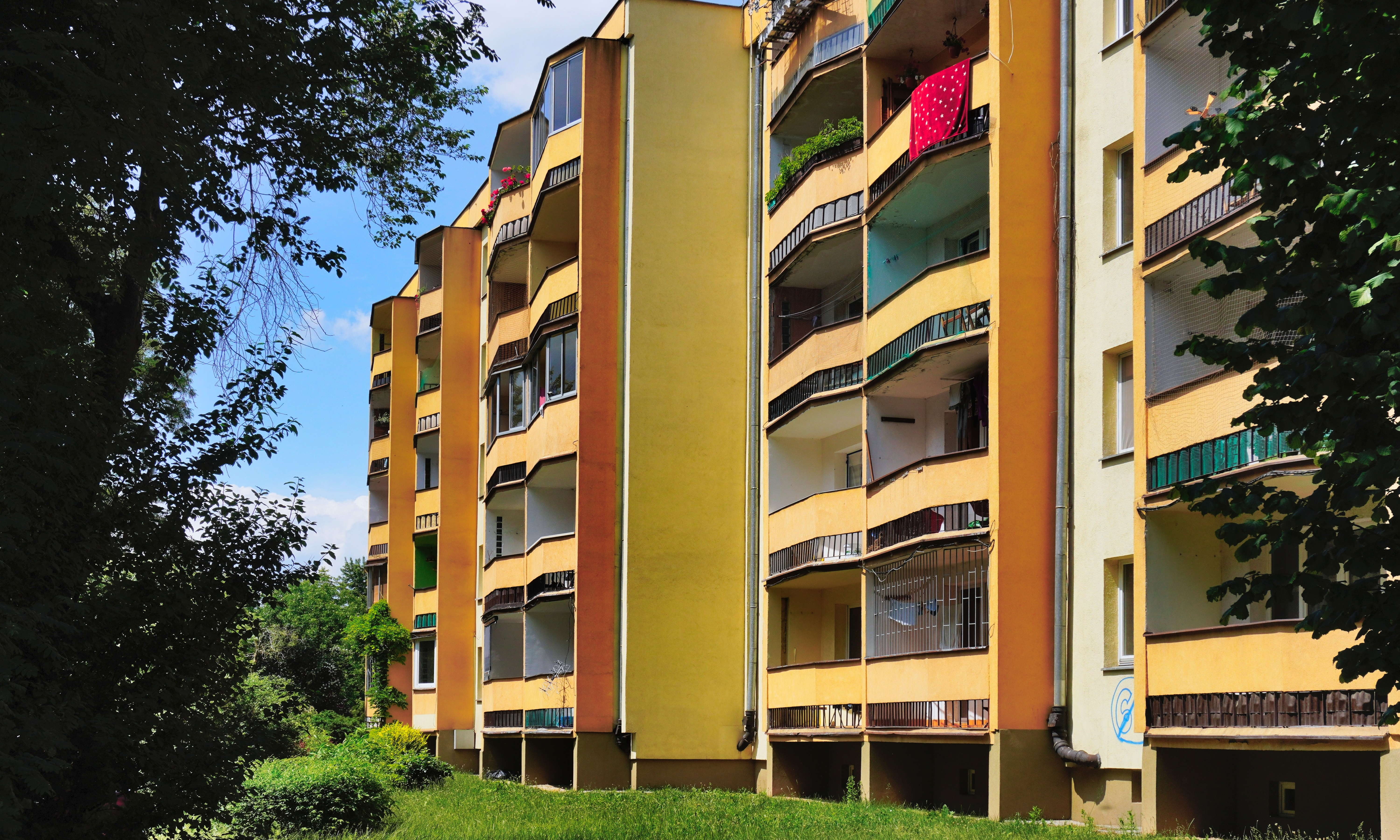
Wnętrze osiedla, blok przy ul. Strzelców 19A
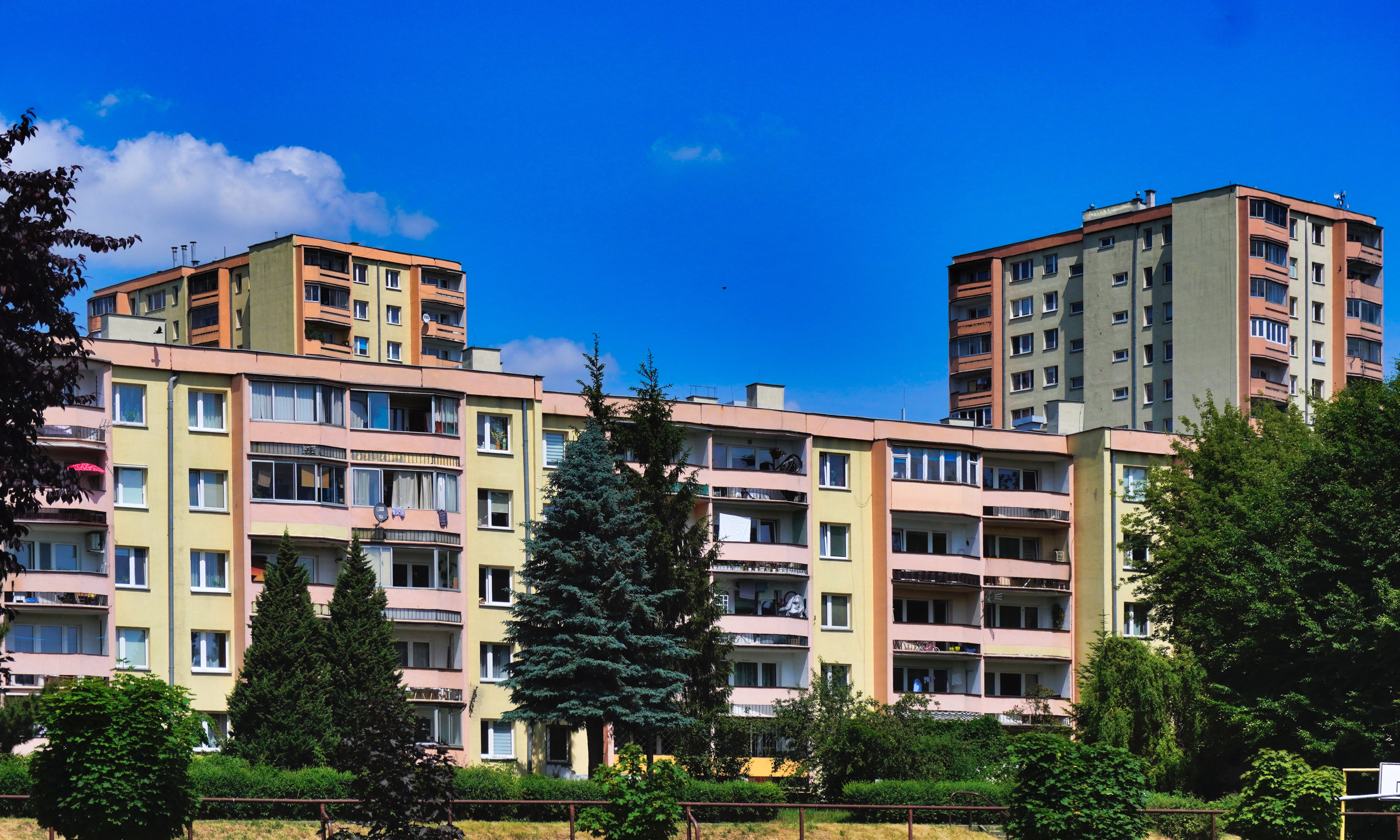
Wnętrze osiedla, bloki przy ul. Strzelców 15A, 17 i 19
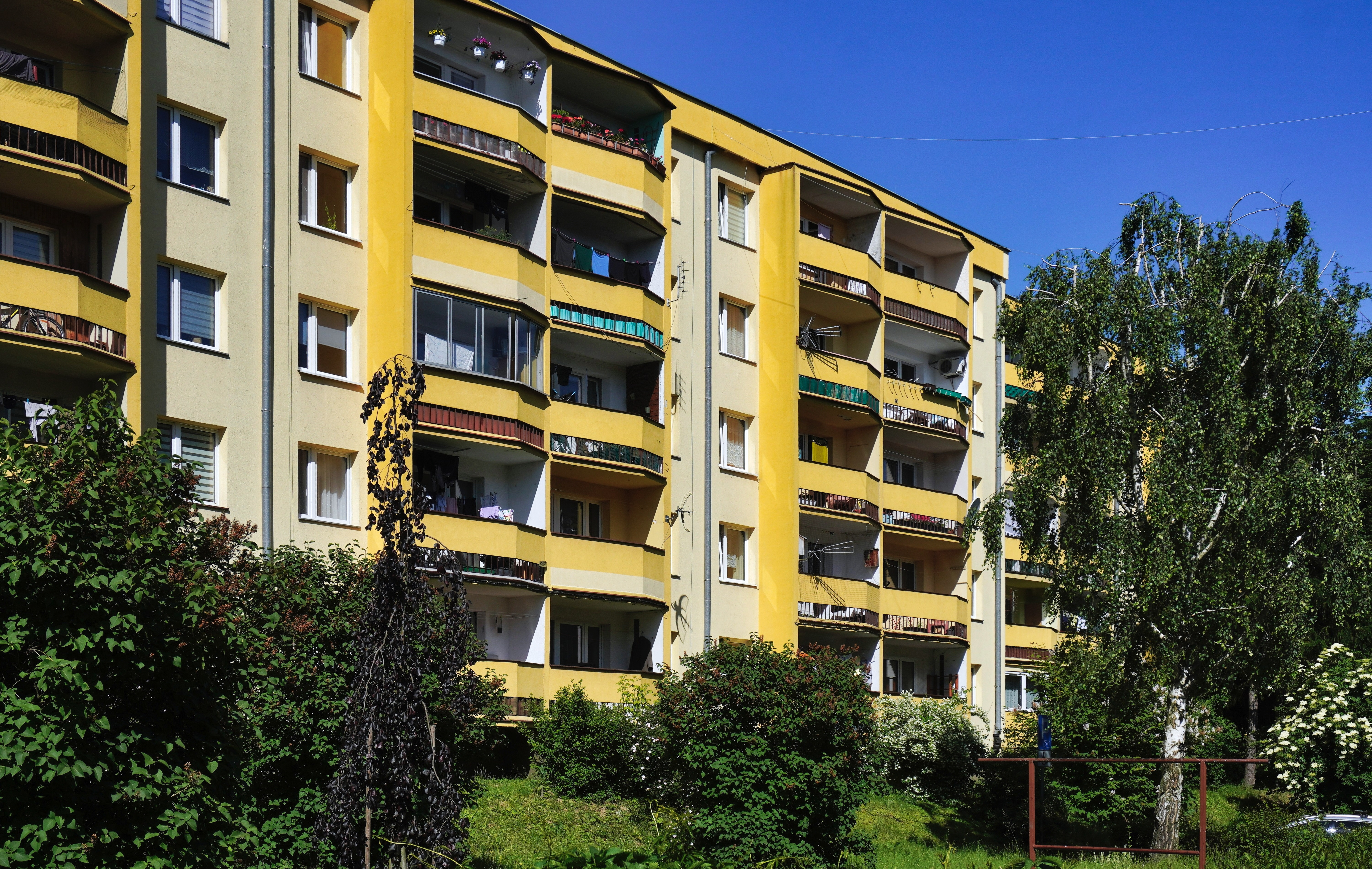
Wnętrze osiedla, blok przy ul. Strzelców 11A
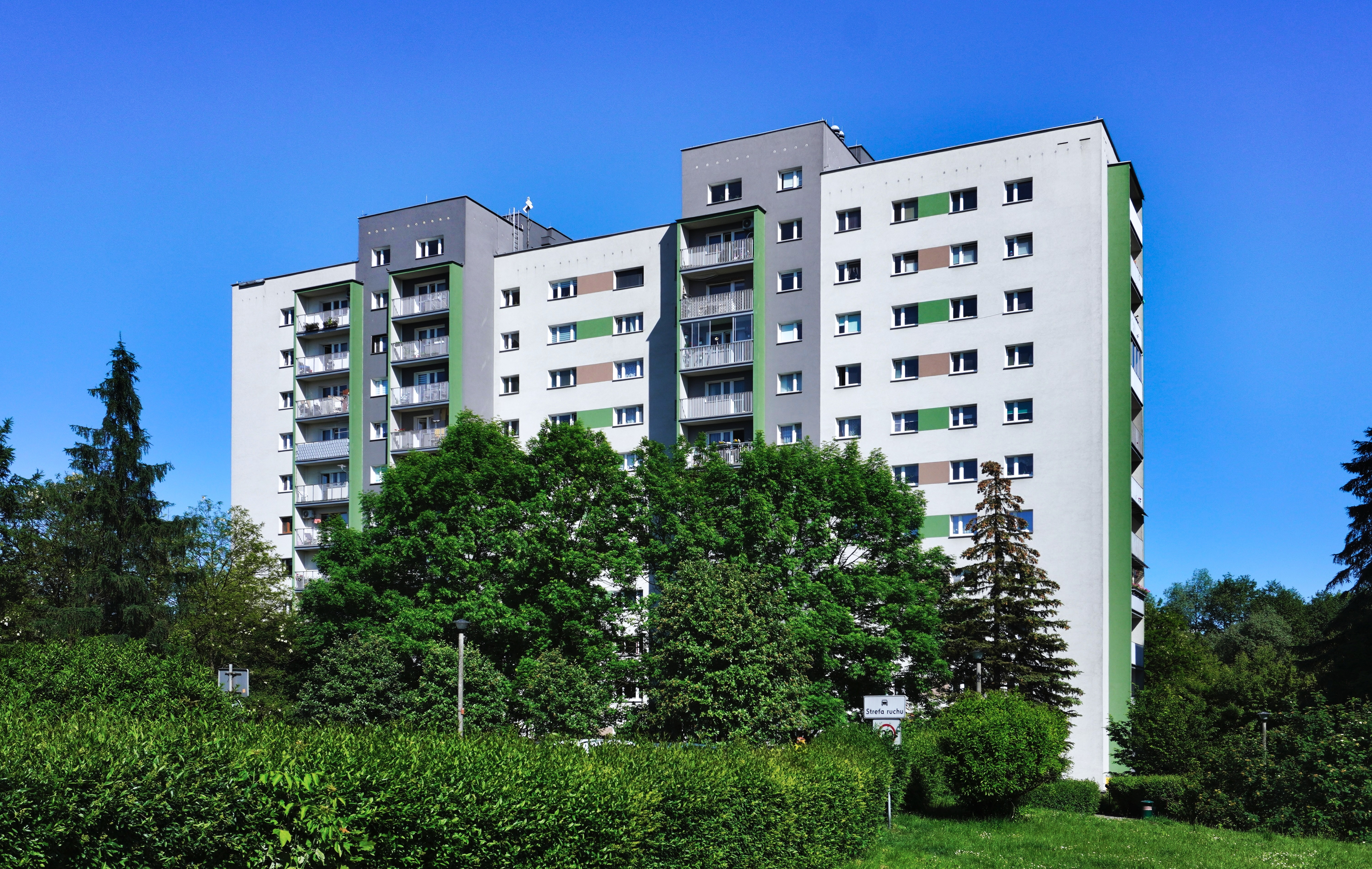
Wnętrze osiedla, blok przy ul. Rozrywka 24
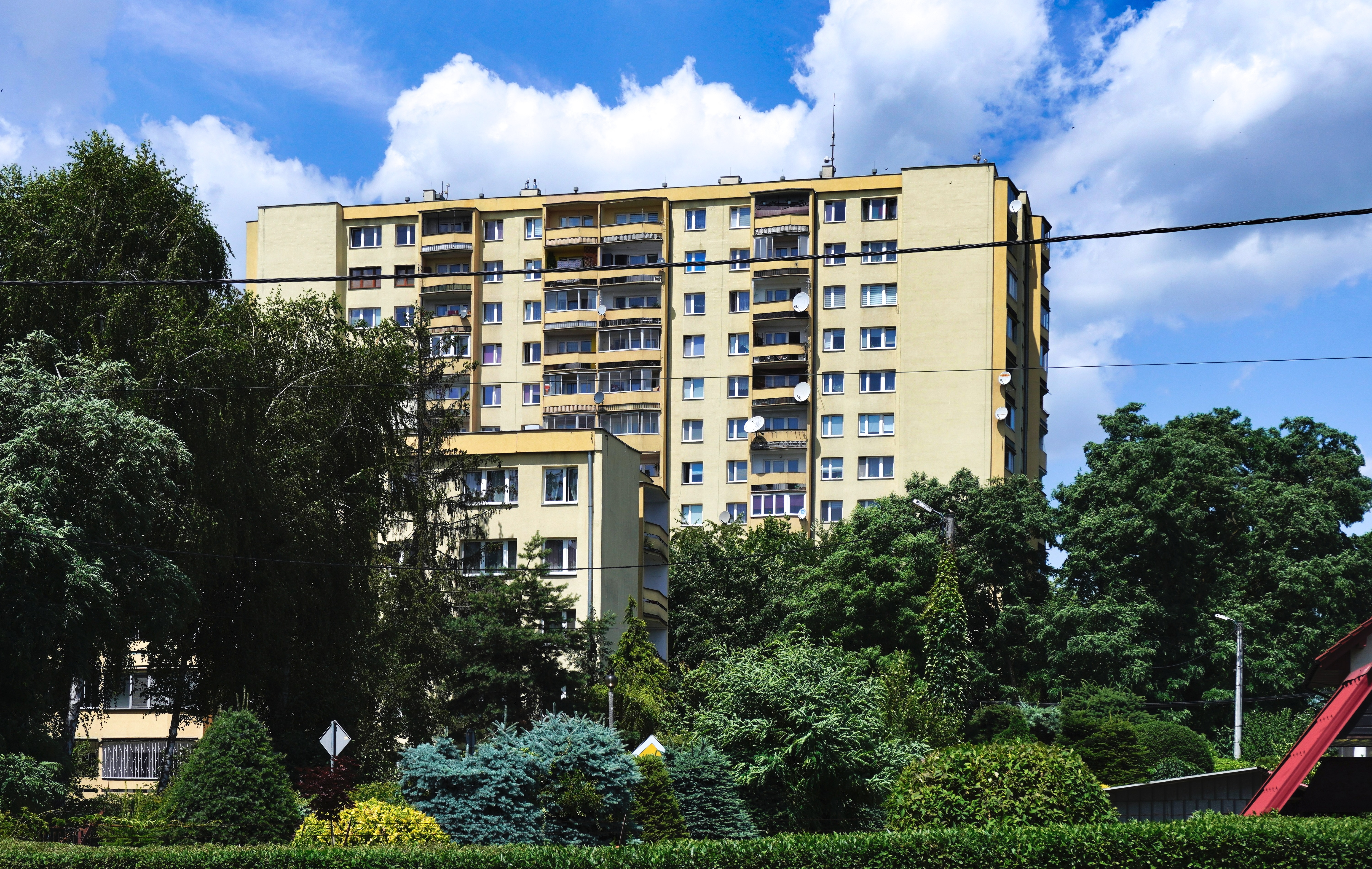
Wnętrze osiedla, bloki przy ul. Kwartowej 1 i 3
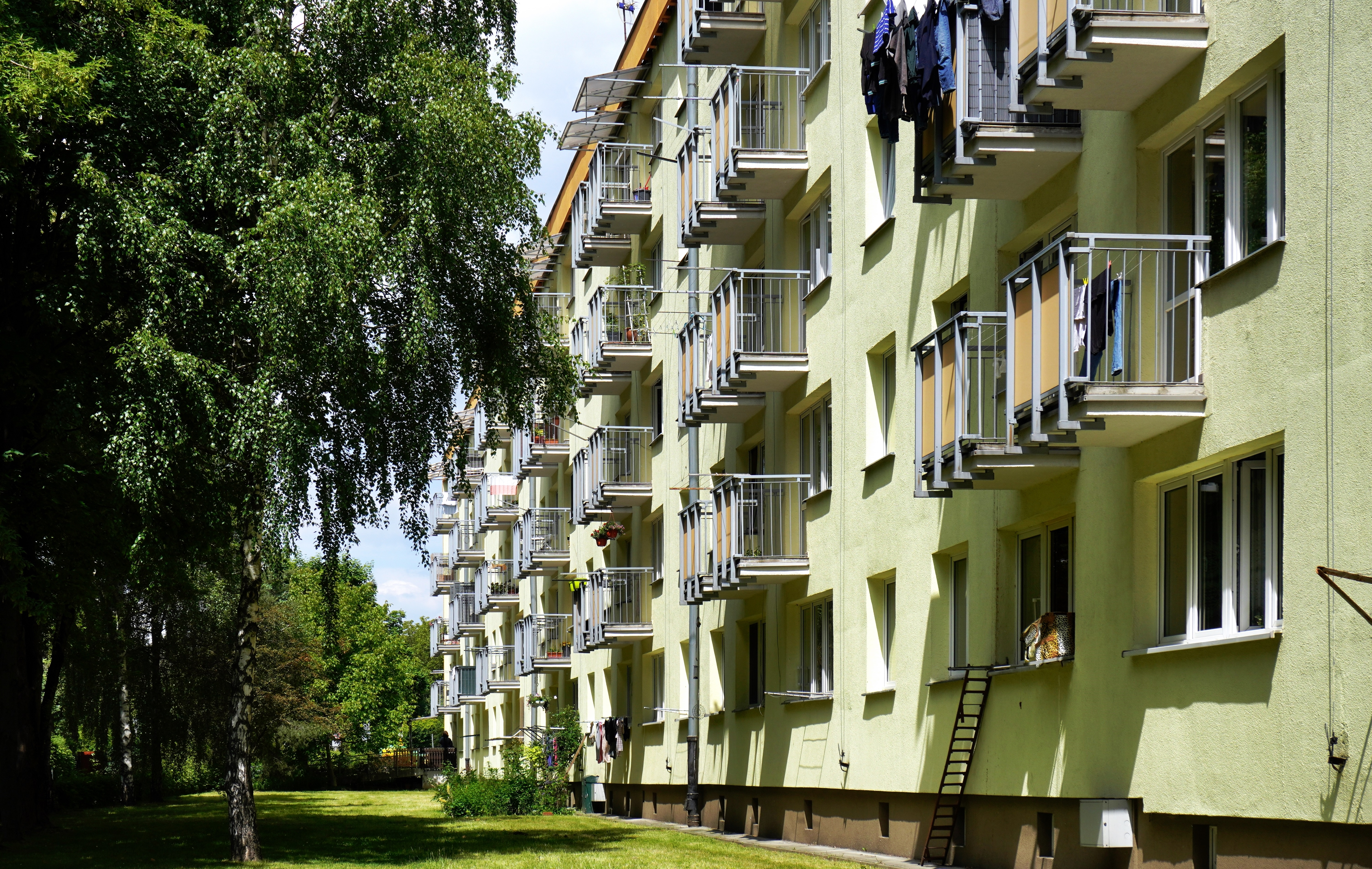
Wnętrze osiedla, blok przy ul. Majora 9
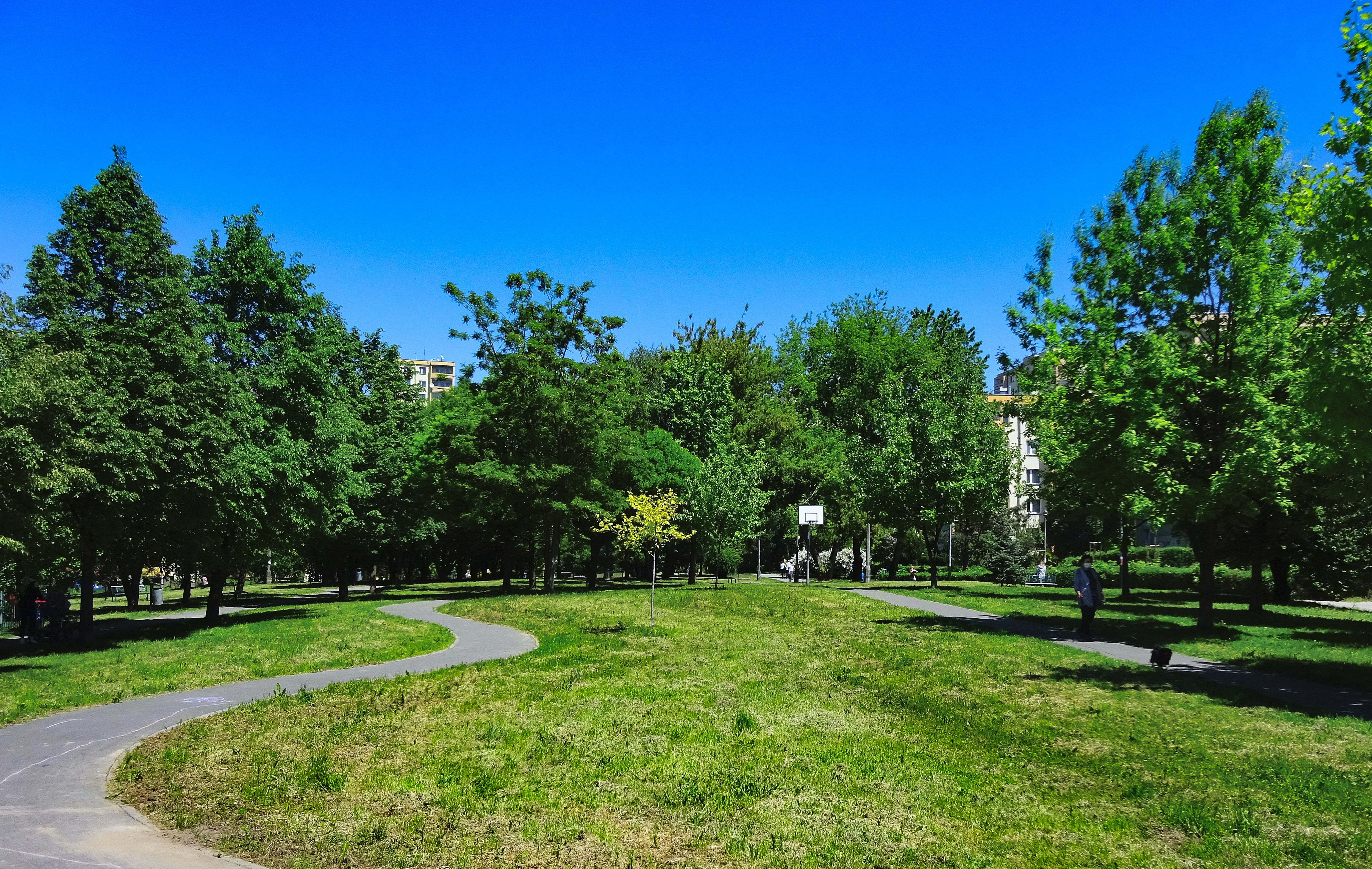
Wnętrze osiedla, tereny zielone
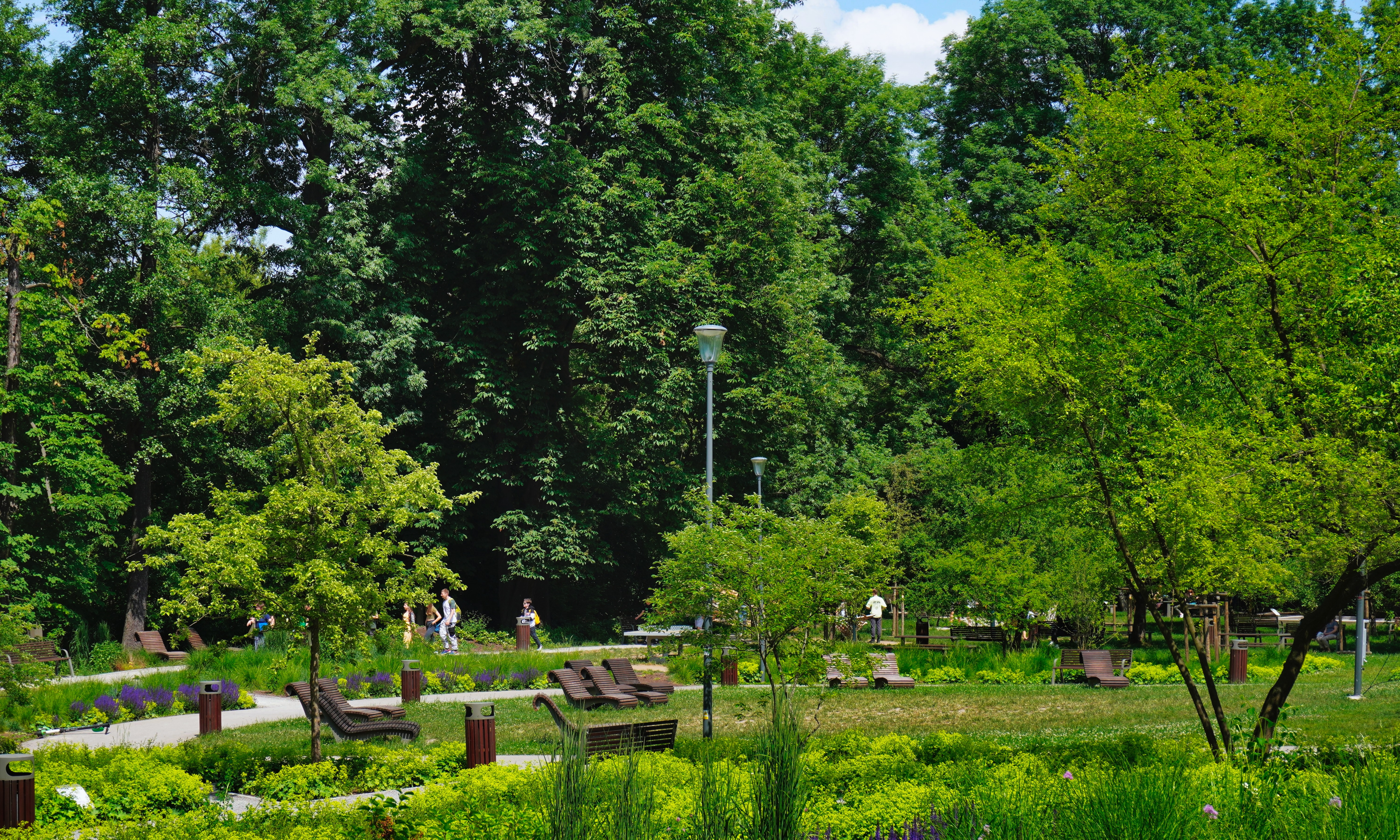
Ogród nad Sudołem
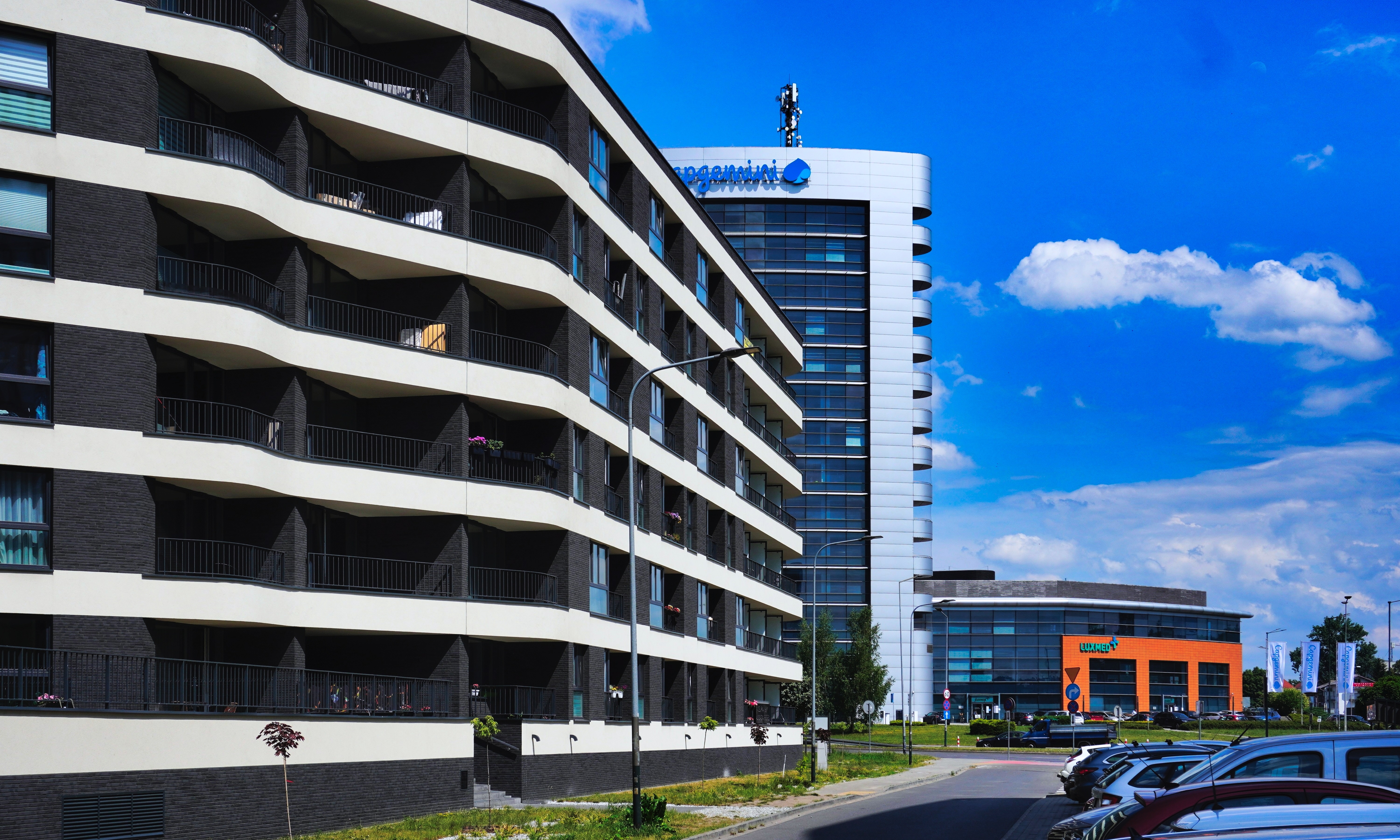
Ulica Promienistych
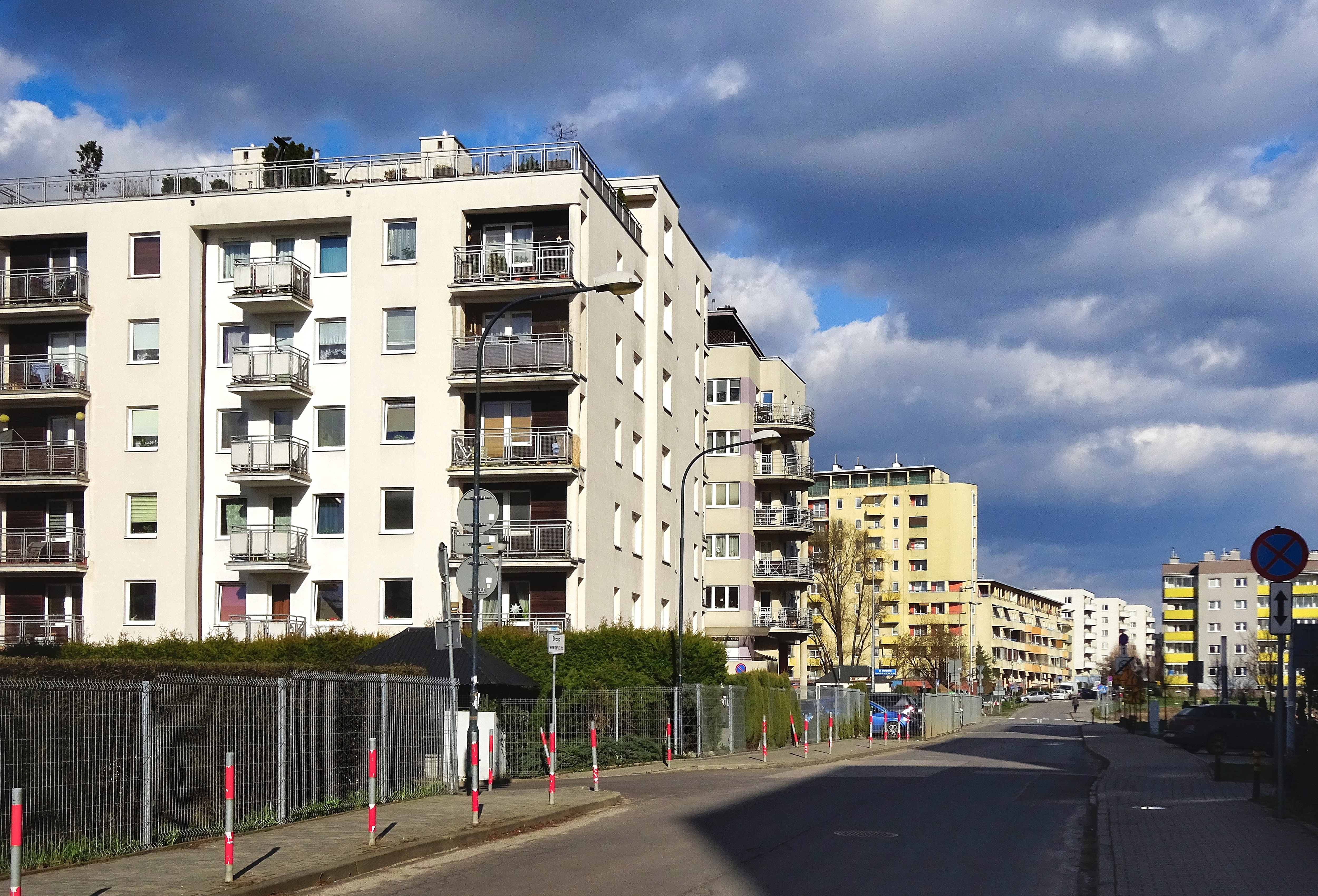
Ulica Marchołta
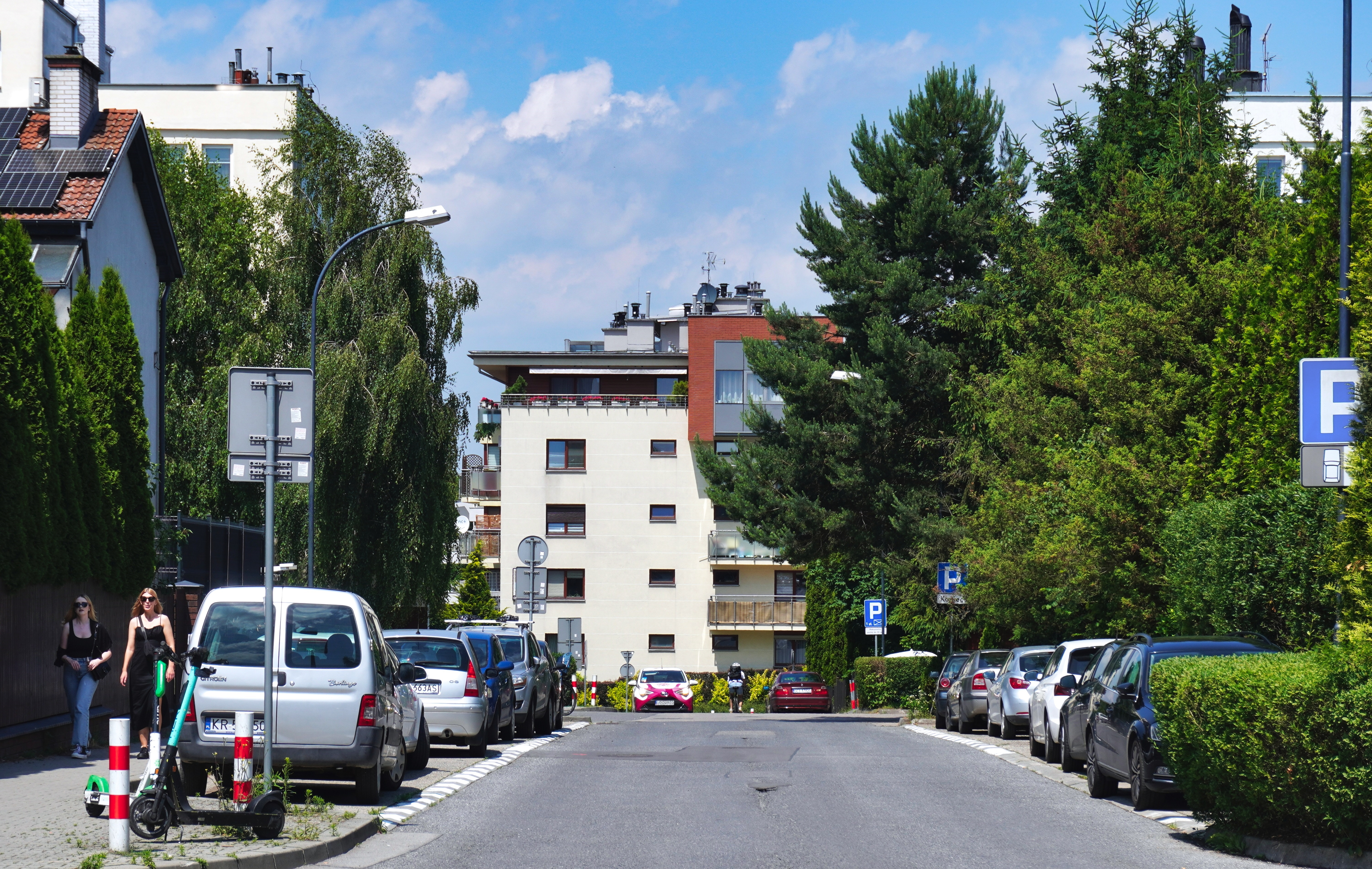
Ulica Jana Sabały
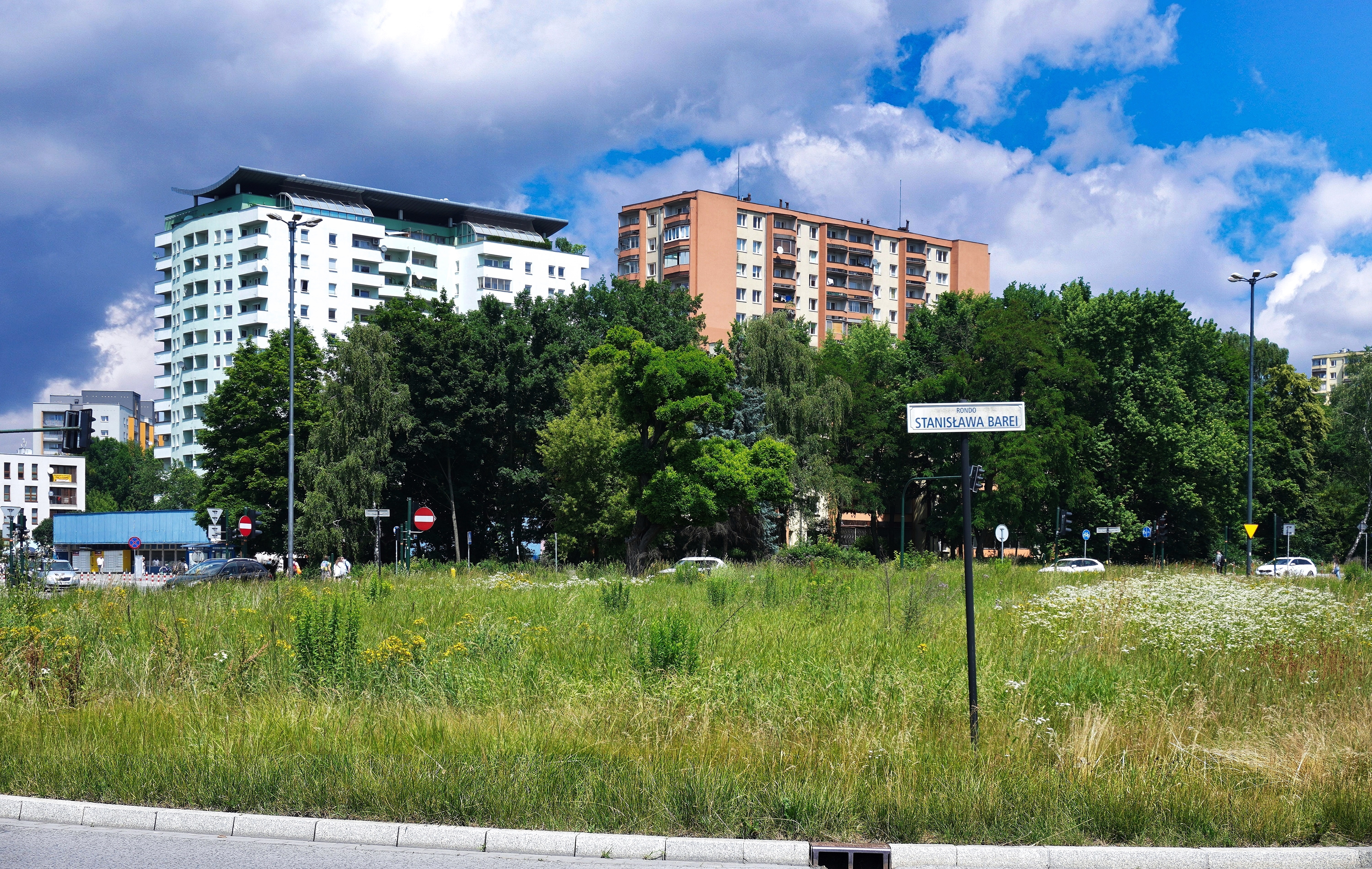
Rondo Stanisława Barei
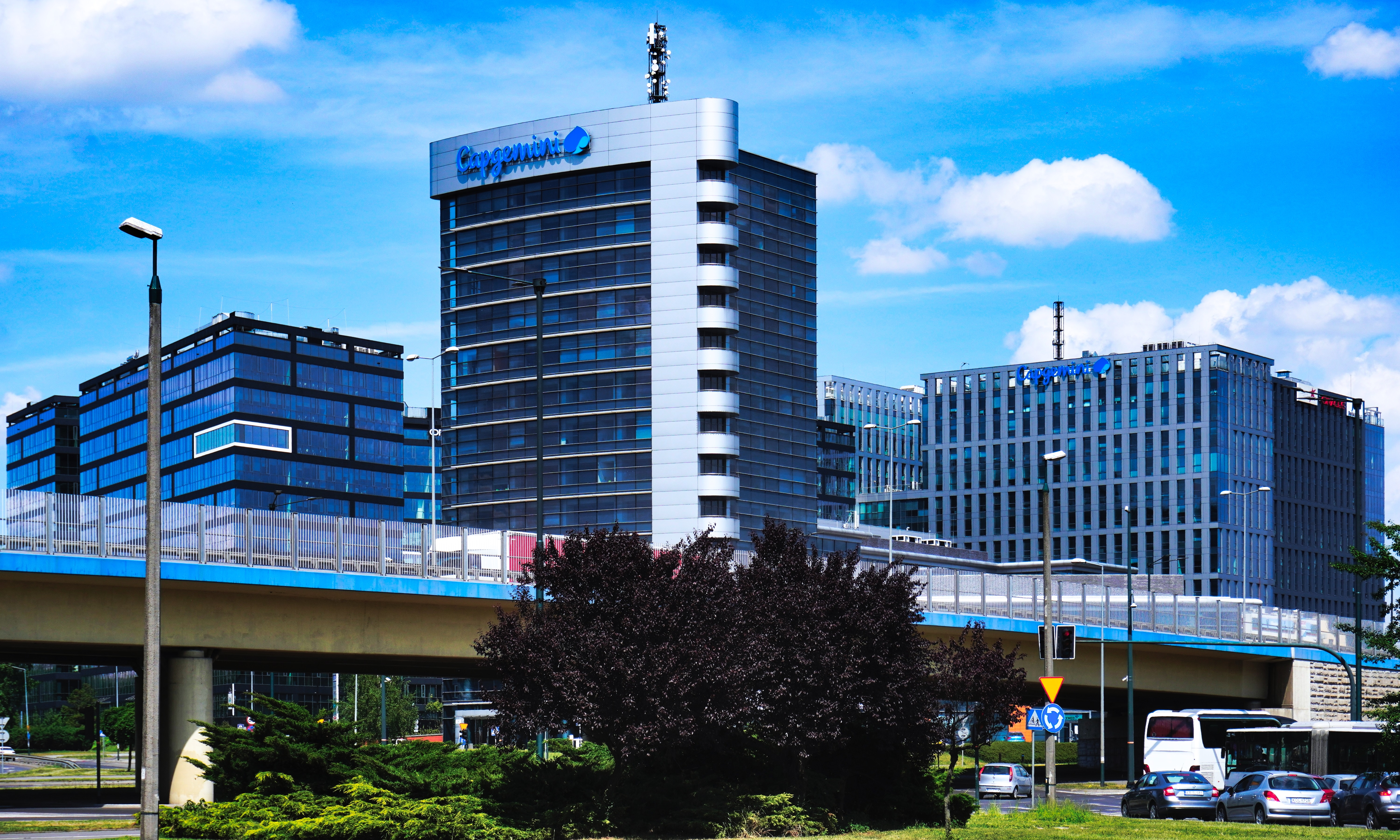
Dzielnica biurowa, widok od południowego zachodu – od lewej kompleksy: Tertium Business Park, Rondo Business Park i Quattro Business Park

## Turystyka

Panorama Krakowa w kierunku północnym. Z lewej strony kościół św. Jana Chrzciciela, a w tle widoczne budynki przy ul. Strzelców.

Panorama Krakowa w kierunku południowym. Z lewej strony widoczne loga McDonald’s i OBI, dalej kominy elektrociepłowni Łęg, nowo budowany biurowiec oraz Szkieletor, natomiast w dole blok 110.

### Szlaki turystyczne
Przez rejon przebiega Trasa Turystyczno-Kulturowa Prądnika Czerwonego (czerwony kolor szlaku) prowadząca przez zabytki Prądnika, takie jak: sanktuarium Ecce Homo i dworek Pocieszka, tzw. „sukiennice prądnickie”, dawny budynek Urzędu Gminy, Żabi Młyn, kaplica św. Jana Chrzciciela, park rzeczny nad potokiem Sudoł Dominikański, stara część cmentarza Batowickiego i fort Sudoł. Trasa Turystyczno-Kulturowa Prądnika Czerwonego powstała jako inicjatywa Dominika Jaśkowca przy współpracy Wiesława Barczewskiego – Przewodniczącego Towarzystwa Prądnickiego.
Przez teren osiedla przebiega Małopolska Droga św. Jakuba, w części pokrywająca się z przebiegiem Trasy Turystyczno-Kulturowej Prądnika Czerwonego.
Przez północną część osiedla przeprowadzony jest również żółto-czarny szlak Twierdzy Kraków.

### Zabytki
- Kaplica św. Jana Chrzciciela
- Fort pancerny pomocniczy 47 ½ „Sudół”

Fort ten został zbudowany w latach 1895–1897 jako mały, niestandardowy, międzypolowy fort pancerny. Posiadał dwie wieże pancerne oraz jedną obserwacyjną. Przed wałem widać spłaszczony stok. Jego cechą jest mały kąt nachylenia, a jednocześnie silne wydłużenie zewnętrznego stoku wału, będącego przedpiersiem stanowisk strzeleckich. Dolna część stoku była z reguły dodatkowo umocniona kratą forteczną lub zasiekami z drutu kolczastego. Wydłużony stok wału spłaszczonego, dochodzący do samego przeciwstoku, pozwalał na eliminację kaponier w obronie bliskiej fortu. Zadaniem fortu była blokada doliny Sudołu Dominikańskiego.
Obecnie fort jest w stanie daleko posuniętego zniszczenia. Przyczyniło się do tego w dużej mierze wysadzenie ściany dla umożliwienia usunięcia wież pancernych, oraz rozbiórka przez okolicznych mieszkańców dla uzyskania cegieł.
- Pałac Cellarich („Pocieszka”)

Fundamenty „Pocieszki” są pozostałością po renesansowym pałacu w Prądniku Czerwonym, który został zbudowany pod koniec XVI w., przez braci Andrzeja i Pawła Cellarich. Dlatego też grunty te później zaczęto nazywać „celarowskimi”. W pierwszej połowie XVII w. mieścił się tu zbór braci polskich. W czasie „potopu szwedzkiego” pałac uległ zniszczeniu, lecz niedługo później został odbudowany przez generała Pawła Cellari i jego żonę. W czasie konfederacji barskiej dwór został zrujnowany przez Rosjan. W latach dwudziestych Marianna Badeniowa z Wawrzeckich wzniosła neogotycki parterowy dworek i uruchomiła obok karczmę „Pocieszka”. Dworek ten lubił biskup Jan Paweł Woronicz, często tam przebywał. Ostatnim prywatnym właścicielem posiadłości był dr Aleksander Teichmann, dlatego potocznie mówi się o „teichmanówce”. Następnie budynek „Pocieszki” został nadbudowany o jedną kondygnację drewnianym piętrem, według projektu architekta Jana Sas-Zubrzyckiego, co całkowicie zmieniło jego charakter. W 1928 za pośrednictwem Towarzystwa Pomocy dla Bezdomnych, prawo jego użytkowania uzyskały siostry albertynki. Od nazwiska włoskich magnatów Cellarich w topografii Krakowa zapisała się (nie używana już powszechnie) nazwa tej części Prądnika Czerwonego a mianowicie Celarowskie lub także Prądnik Celarowski. Od tego pojęcia pochodzi nazwa ulicy Celarowska, będąca centralną osią dzisiejszego os. Wiśniowa (spadkobiercy dawnej dzielnicy Warszawskie).
- Budynek dawnego Urzędu Gminy Prądnik Czerwony działającego do 1941, w latach 1991-2013 siedziba Rady Dzielnicy III Prądnik Czerwony
- Folwark (dwór) Dominikański
- Żabi Młyn
- Dworek rządówki

## Znane osoby związane z Prądnikiem Czerwonym
- Jan Kaczara (Zaczarowany Dorożkarz)

Znany poeta i tłumacz Konstanty Ildefons Gałczyński żyjący w latach 1905–1953, w 1946 mieszkał w Krakowie w Domu Literatów (ul. Krupnicza 22) wraz z żoną Natalią i córka Kirą. Poznał wtedy krakowskiego dorożkarza, wożącego gości po Krakowie, Jana Kaczarę, mieszkającego w ówczesnej wsi Prądnik Czerwony. Poeta znalazł bratnią dusze w niezwykłym dorożkarzu, mówiącym na co dzień wierszem. Jan Kaczara stał się inspiracją słynnego poematu Gałczyńskiego pt. Zaczarowana dorożka. Pochowany na cmentarzu parafialnym na terenie Prądnika Czerwonego. W 2000 jedną z ulic na Prądniku Czerwonym nazwano jego imieniem.
- Jakub Major (1872-1948)

Rolnik, mistrz murarski, samorządowiec gminy Prądnik Czerwony - radny i wójt Prądnika Czerwonego. Członek delegacji gminy Prądnik Czerwony, który podpisał umowę z Gminą Miejską Kraków na włączenie części terenu wsi (po rzekę Białuchę/ Prądnik) do Wielkiego Krakowa, co nastąpiło w 1910. Znany i ofiarny miejscowy społecznik, inicjator budowy chodnika przy ul. Dobrego Pasterza, po I wojnie światowej opiekował się biednymi dziećmi z okolicy, organizując im dożywianie i opłacając dla nich zakup ubrań. Jedna z ulic łącząca ul. Dobrego Pasterza z ul. Powstańców została nazwana jego imieniem.
- Jacek Malczewski

W 1890 urządził pracownię malarską w Dworku Dettloffów na Prądniku Czerwonym (niektóre źródła lokują pracownię w pobliskiej „Pocieszce”). Powstały tu niektóre z dzieł artysty takie jak: Malarczyk siedzący na brzozowej ławce i Melancholia. Malczewski tworzył na Prądniku do 1897.
- Franciszek Macharski

Po ustąpieniu z urzędu arcybiskupa krakowskiego w 2005 zamieszkał w klasztorze sióstr albertynek na Prądniku Czerwonym.